# Moda no pós-guerra

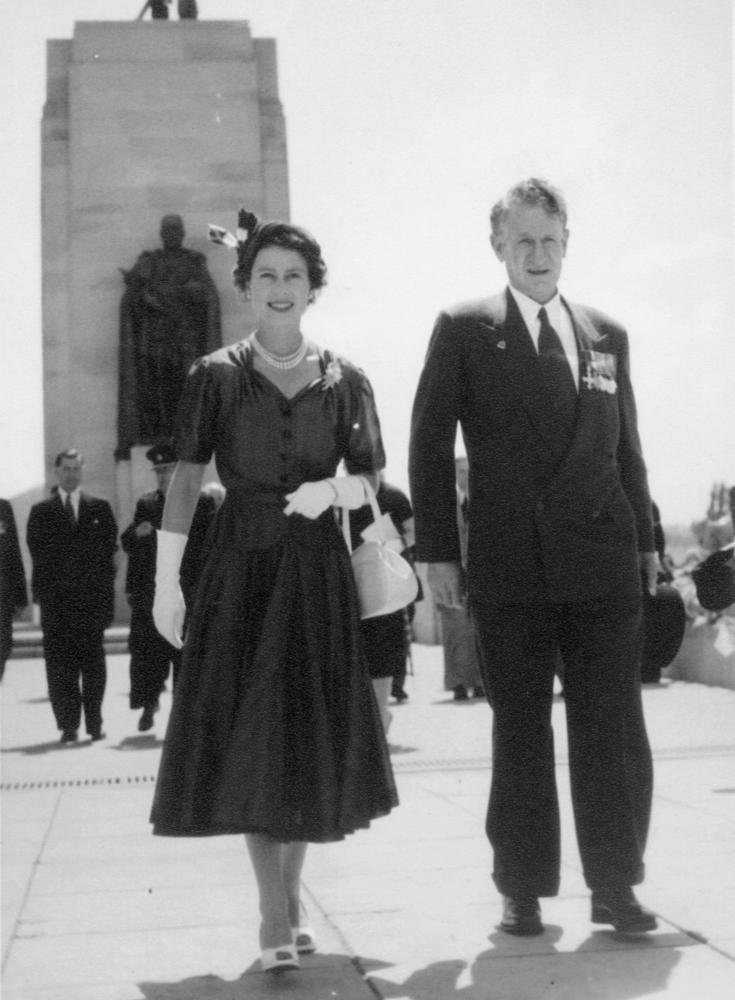
Rainha Elizabeth II e seu então Ministro para Assuntos de Veteranos na Austrália, 1954. O terno de verão da Rainha apresenta uma jaqueta justa de mangas curtas com um peplum e uma saia cheia. O ministro usa um terno trespassado.

A moda nos anos que se seguiram à Segunda Guerra Mundial é caracterizada pelo ressurgimento da alta costura após a austeridade dos anos de guerra. Ombros quadrados e saias curtas foram substituídos pela feminilidade suave da silhueta "New Look" de Christian Dior, com suas saias mais longas, cintura justa e ombros arredondados, que por sua vez deram lugar a uma aparência estrutural inadequada no final dos anos 1950.

## Tendências gerais

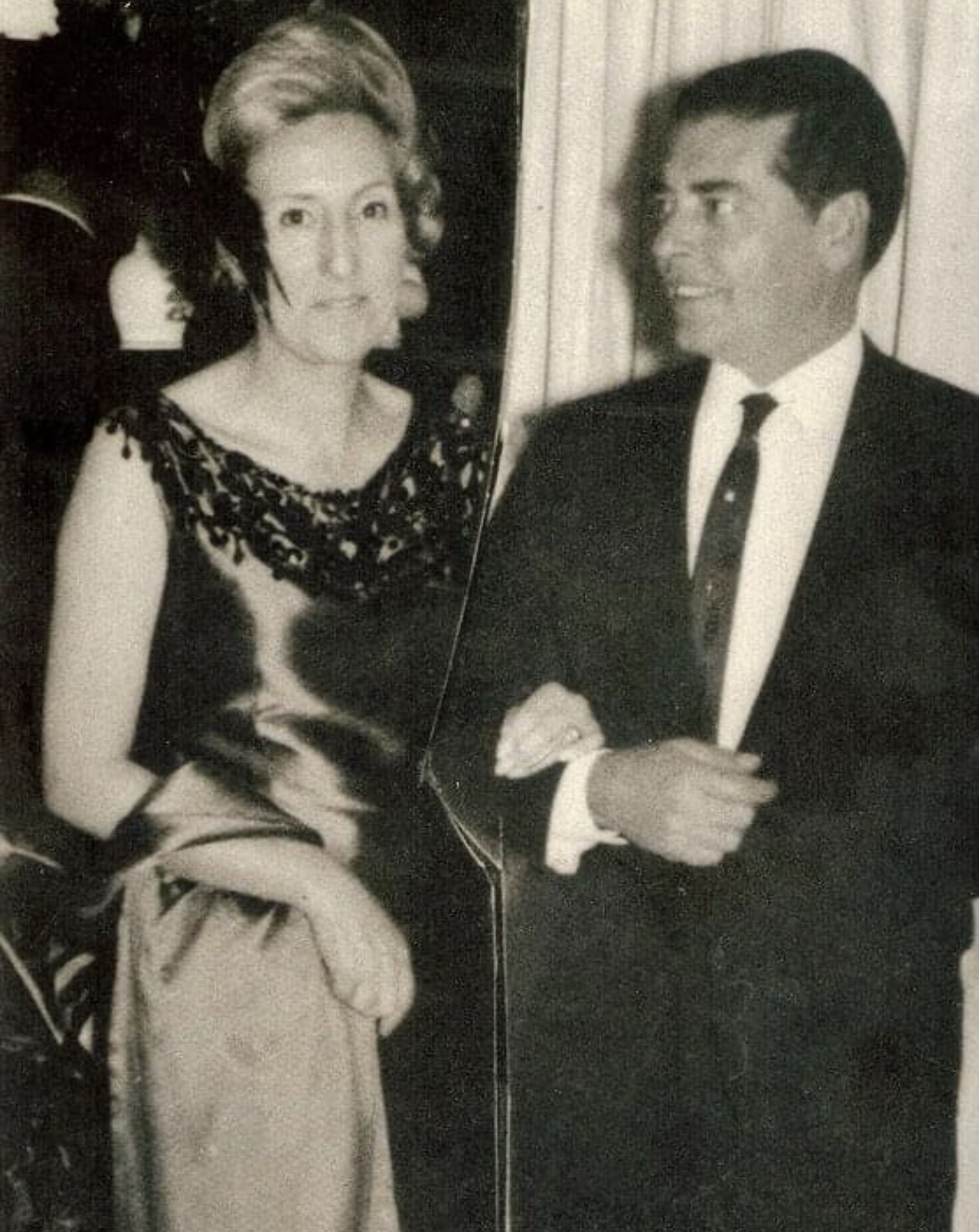
Época do pós-guerra. A elegância de Bitinha Borges, com vestido típico de época, juntamente de seu marido Milton de Faria Borges.

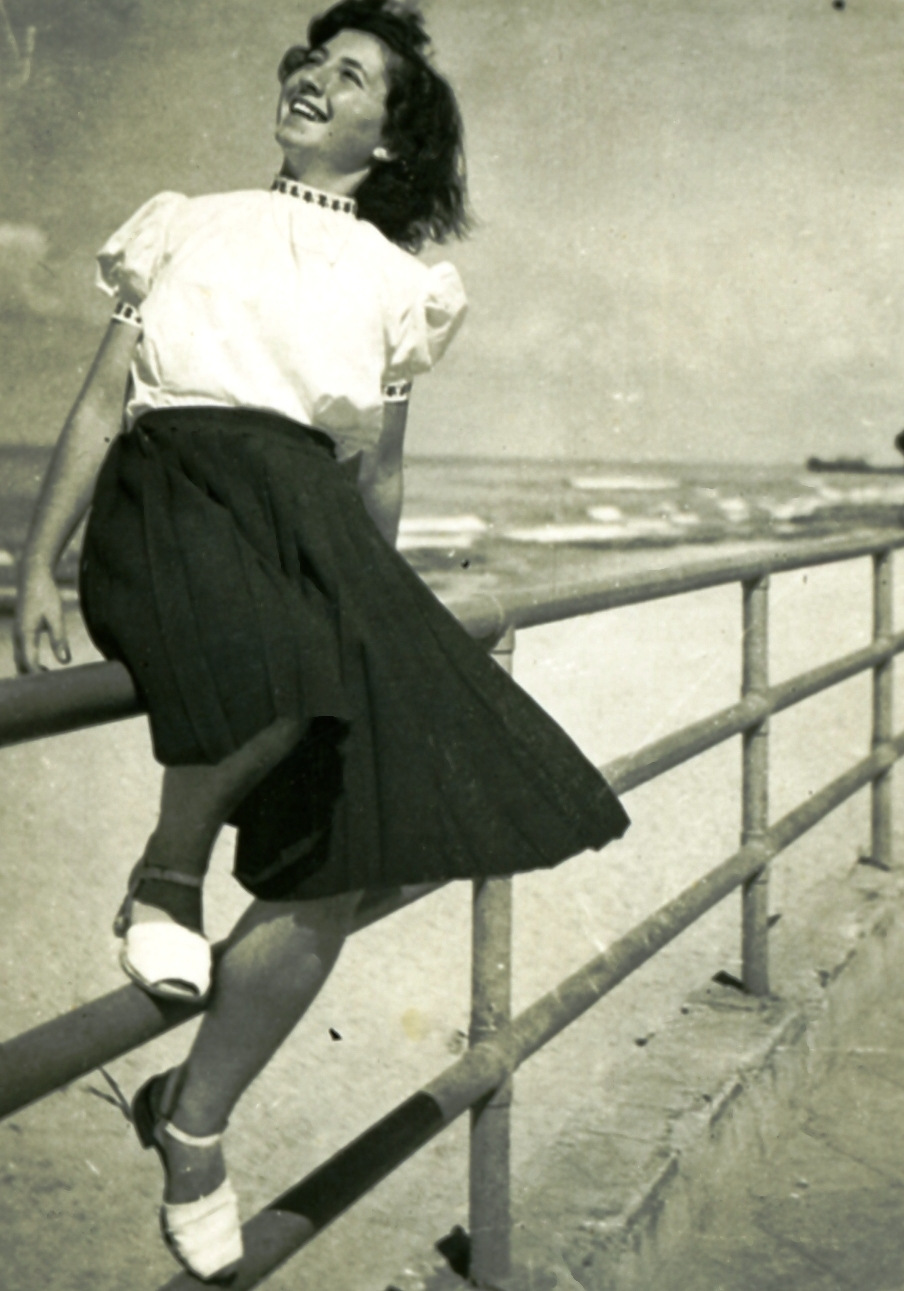
Menina em Tel Aviv, 1947

### Retorno da moda
Em 1947, as casas de moda parisienses foram reabertas e, mais uma vez, Paris retomou sua posição de árbitro da alta moda. A "evolução ordenada e rítmica da mudança da moda" tinha sido interrompido pela guerra, e uma nova direção estava muito atrasada. O ombro acolchoado, tubular, linha quadrada e saia curta (que existia desde antes da guerra e era identificada com os uniformes) tinha sumido.  Uma sucessão de tendências de estilo liderada por Christian Dior e Cristóbal Balenciaga definiu a mudança da silhueta das roupas femininas ao longo dos anos 1950. A televisão juntou-se a revistas de moda e filmes na divulgação de estilos de roupas. A nova silhueta tinha ombros estreitos, cintura marcada, busto enfatizado e saias mais longas, muitas vezes com bainhas mais largas.

### Início da moda asiática

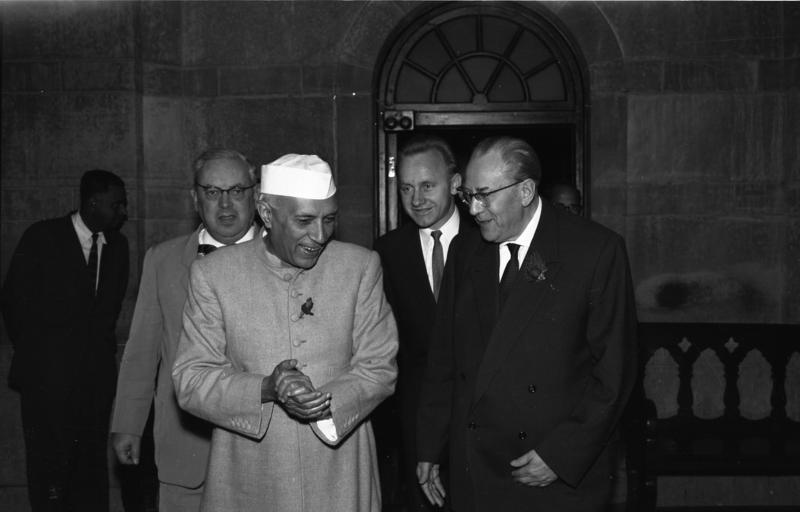
O primeiro-ministro indiano, Jawaharlal Nehru, usando terno de gola mandarim e fez em uma visita à Alemanha Oriental em 1959.

Durante o início dos anos 1950, os designers do Terceiro Mundo descolonizado procuraram criar uma identidade distinta da moda europeia. Profissionais urbanos na Ásia e no Oriente Médio, por exemplo, podem usar ternos de estilo ocidental com chapéus indígenas, como o Astrakhan, fez ou keffiyeh. Na Índia, o tradicional Sherwani foi adaptado para o terno de colarinho Nehru, enquanto as mulheres freqüentemente usavam sáris no local de trabalho. Enquanto isso, os chineses vermelhos desenvolveram a túnica Mao unissex em verde, azul e cinza para promover os valores socialistas de igualdade. Devido ao seu design minimalista e moderno, ambos os tipos de terno foram posteriormente adotados por mod e criadores de tendências da invasão britânica durante as décadas de 1960 e 70, especialmente os Beatles e os Monkees.

### Roupas casuais e estilo adolescente

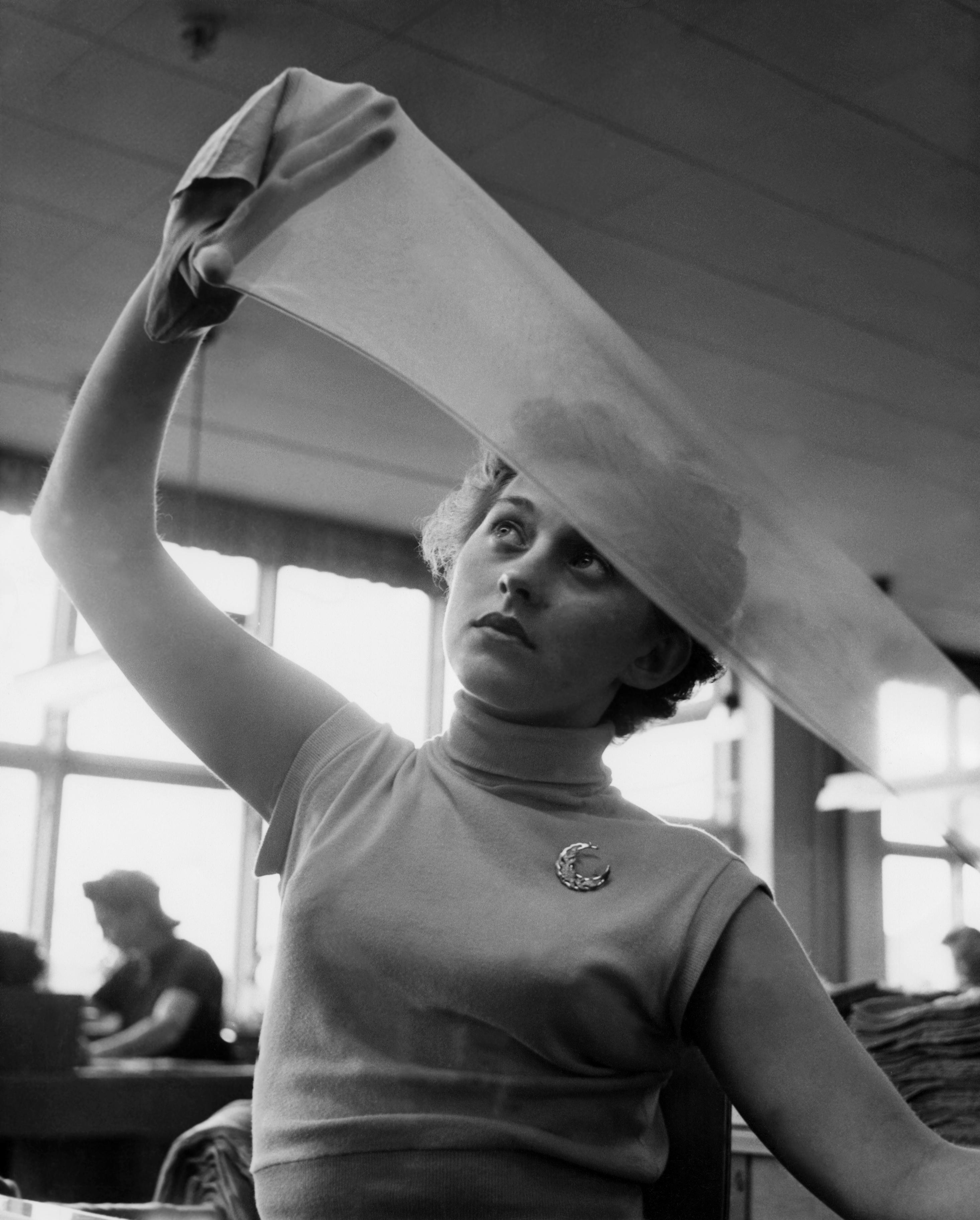
Meias de nylon sendo inspecionadas em Malmö, Suécia, em 1954

Um resultado da expansão econômica pós-Segunda Guerra Mundial foi uma enxurrada de tecidos sintéticos e processos fáceis de cuidar. O náilon "drip-dry", o orlon e o dacron, que podiam reter as pregas endurecidas pelo calor após a lavagem, tornaram-se extremamente populares. Acrílico, poliéster, triacetato e elastano foram introduzidos na década de 1950. Durante a década de 1940, as meias de náilon eram um produto incrivelmente popular, pois eram uma alternativa leve às meias de seda e lã. Durante a segunda guerra mundial, a empresa Du Pont produziu náilon exclusivamente para o esforço de guerra. No final de 1945, a demanda por meias de náilon era tão grande que surgiram distúrbios de náilon nas lojas que vendiam os produtos.

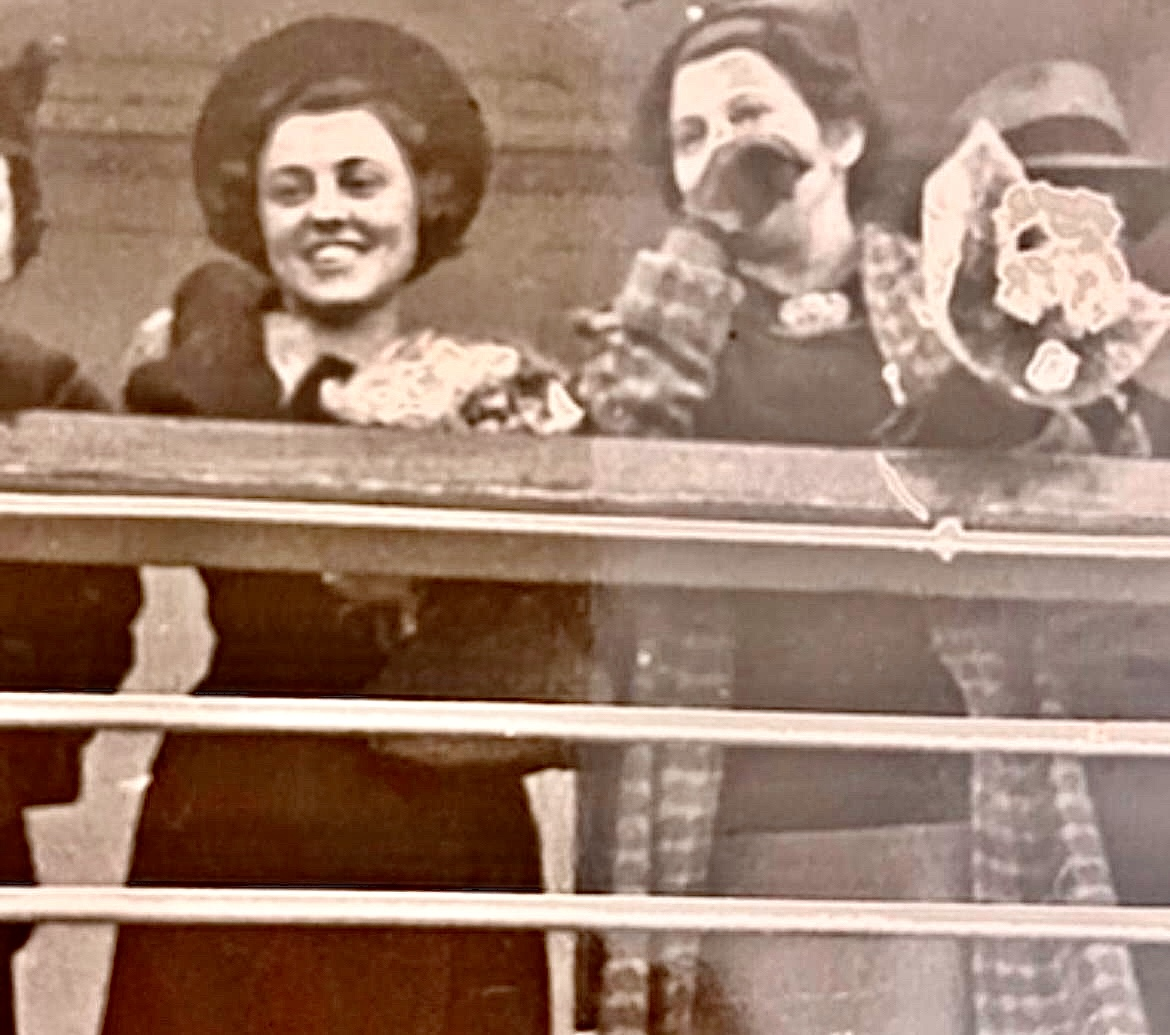
A senhora Laura Dornelles Gonçalves, à esquerda, na moda pós guerra, em 1945.

As mudanças sociais andaram de mãos dadas com novas realidades econômicas, e um dos resultados foi que muitos jovens que teriam se tornado assalariados no início da adolescência antes da guerra agora permaneceram em casa e dependentes de seus pais durante o ensino médio e depois, estabelecendo a noção da adolescência como um estágio separado de desenvolvimento. Adolescentes e estudantes universitários adotaram saias e suéteres como um uniforme virtual, e a indústria da moda americana começou a visar os adolescentes como um segmento de mercado especializado na década de 1940.No Reino Unido, os Teddy Boys do período pós-guerra criaram as "primeiras modas verdadeiramente independentes para jovens", favorecendo uma versão exagerada da moda britânica com sabor eduardiano, com gravatas justas e calças justas e estreitas, curtas o suficiente para exibir meias extravagantes.  Na América do Norte, os engraxadores tinham uma posição social semelhante. Anteriormente, os adolescentes se vestiam da mesma forma que seus pais, mas agora um estilo de juventude rebelde e diferente estava sendo desenvolvido.
Jovens adultos voltando para a faculdade sob o G.I. Bill adotaram um guarda-roupa despretensioso e funcional e continuou a usar jeans com camisas e pulôveres para roupas informais em geral depois de deixar a escola. Jack Kerouac introduziu a frase "Geração beat" em 1948, generalizando seu círculo social para caracterizar a juventude clandestina e anticonformista que se reunia em Nova York naquela época. O termo "beatnik" foi cunhado por Herb Caen do San Francisco Chronicle em 1958, e o estereótipo "beat" de óculos escuros, boinas, golas pretas e roupas escuras sem adornos proporcionou outra alternativa de moda para jovens de ambos os sexos, incentivada pelos especialistas em marketing da Madison Avenue.

## Roupa feminina

### Revolução do New Look

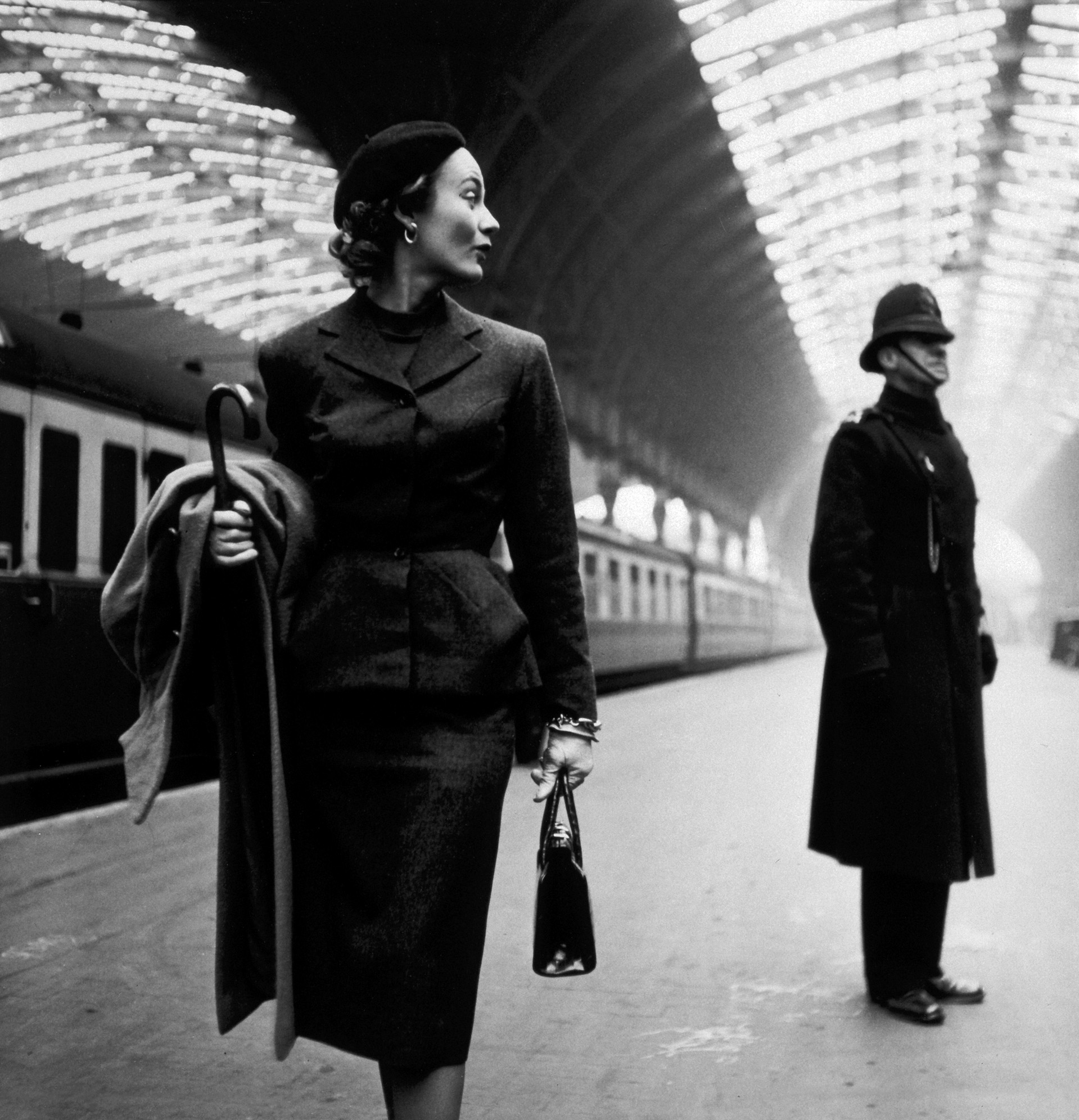
Lisa Fonssagrives em um terno sob medida que apresenta uma longa saia lápis e uma jaqueta justa com peplum. Fotografia de Toni Frissell para Harper's Bazaar, Londres, 1951

Em 12 de fevereiro de 1947, às 10h30, Christian Dior, de 42 anos, apresentou sua primeira coleção na Avenida Montaigne, 30, repleta de flores de Lachaume. A editora-chefe da Harper's Bazaar, Carmel Snow, acreditava fortemente no talento do costureiro, que ela já havia notado em 1937 com o modelo do Café Anglais que ele projetou para Robert Piguet. No final do desfile, ela exclamou: "É uma verdadeira revolução, querido Cristão! Seus vestidos estão com um visual tão novo!" Um correspondente da Reuters aproveitou o slogan e rapidamente o escreveu em um bilhete que jogou da sacada para um mensageiro postado na Avenue Montaigne. A notícia chegou aos Estados Unidos antes mesmo do resto da França, onde a imprensa estava em greve há um mês

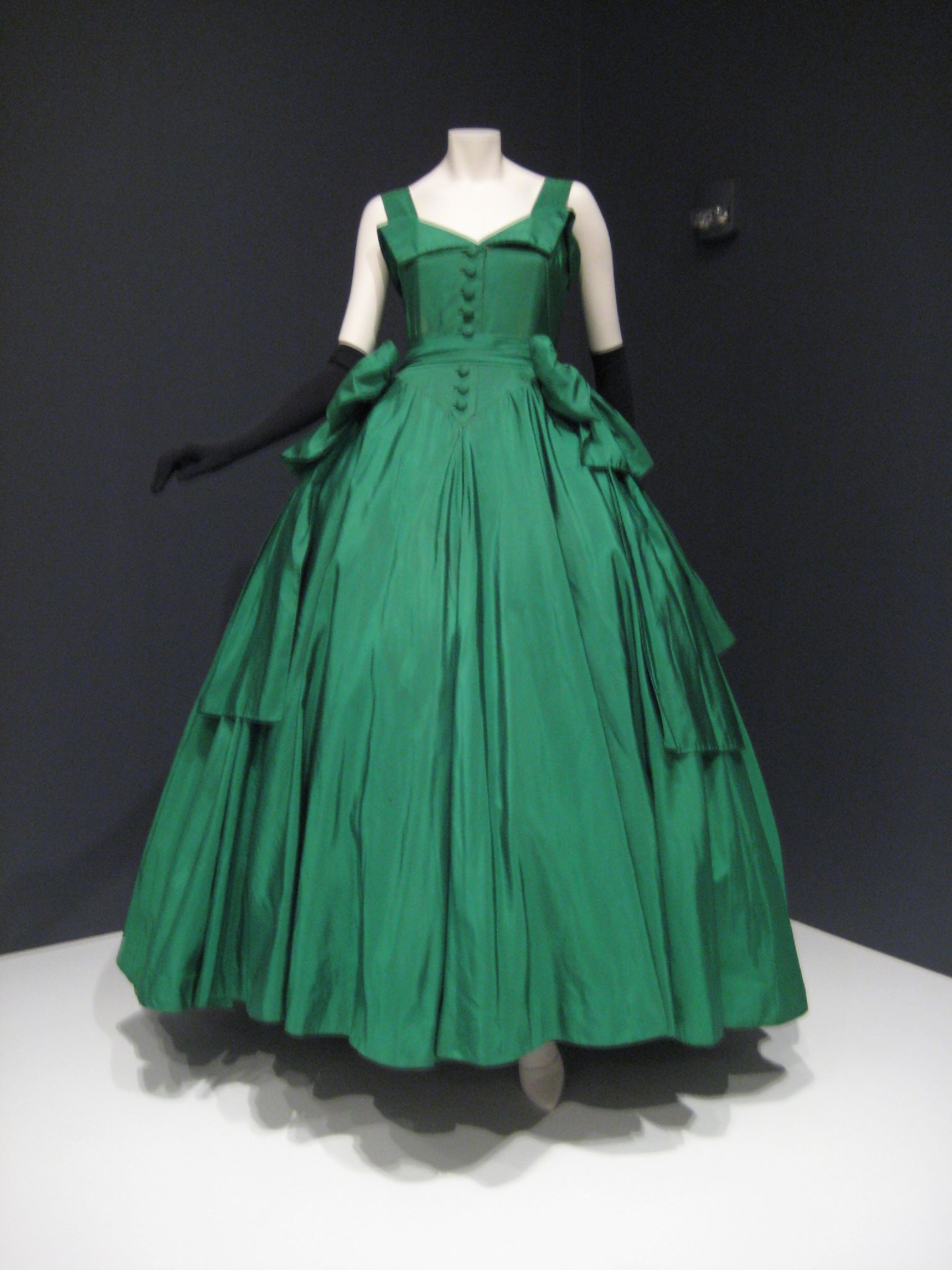
Vestido de baile de Dior, tafetá de seda, 1954. Museu de Arte de Indianápolis

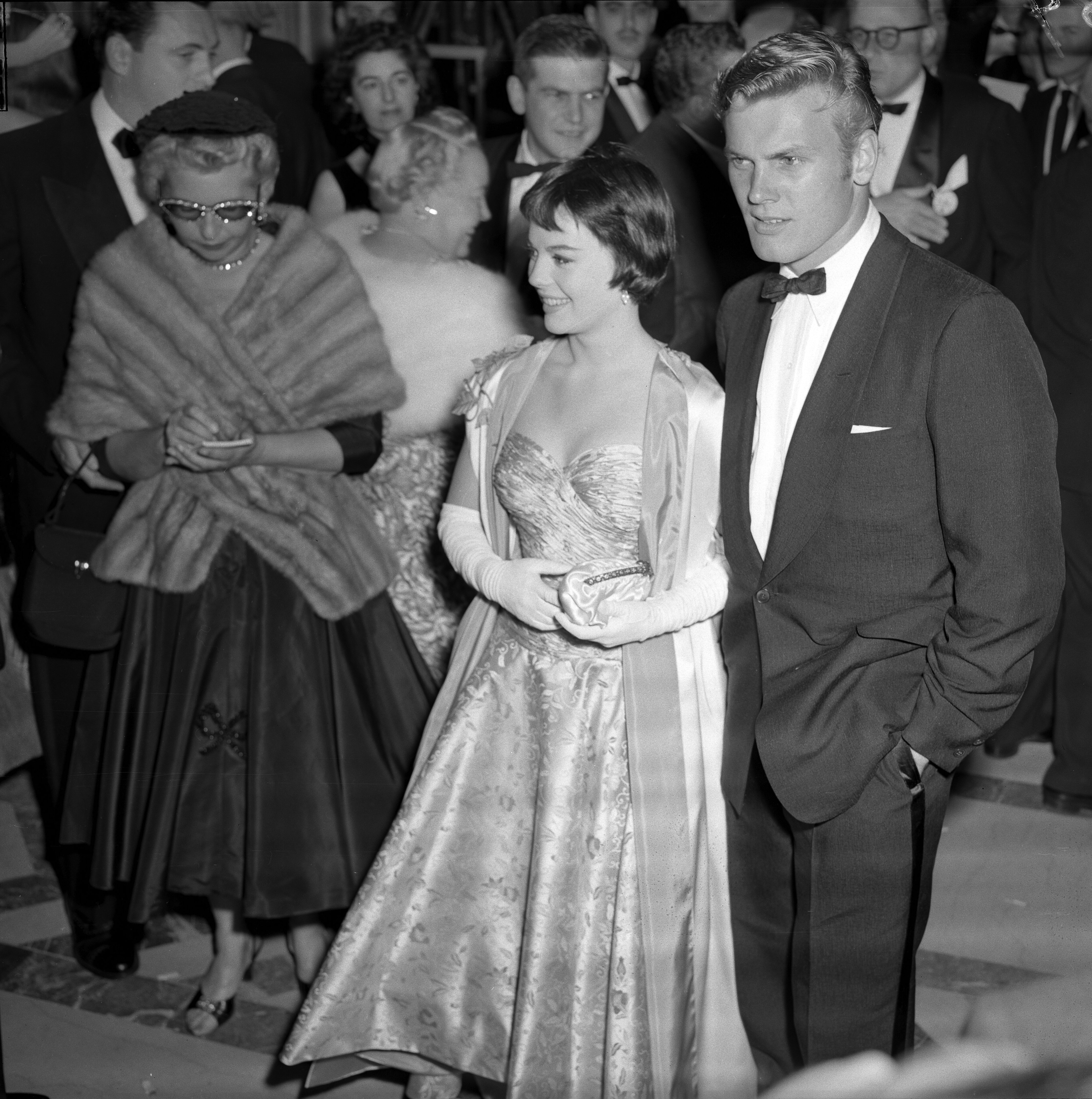
Natalie Wood (centro, com Tab Hunter) e Louella Parsons usam vestidos de noite compridos de bailarina no Oscar de 1956.

Com seu revolucionário New Look, Christian Dior escreveu um novo capítulo na história da moda. Além disso, para escrevê-lo, ele literalmente o construiu com suas próprias mãos. O designer teve que martelar um manequim Stockman que era muito duro e inflexível para suportar as telas preparatórias de seu guarda-roupa visionário, diz sua amiga Suzanna Luling: "E então, com golpes fortes e nervosos do martelo, ele deu ao manequim o mesma forma da mulher ideal para a moda que ele iria lançar. " Seu objetivo era claro; sua mão não tremeu. “Queria que meus vestidos fossem 'construídos', moldados nas curvas do corpo feminino cujos contornos eles estilizariam. Acentuei a cintura, o volume dos quadris, enfatizei o busto, Para dar mais firmeza aos meus desenhos, eu tinha quase todos os tecidos forrados com percal ou tafetá, renovando uma tradição há muito abandonada. " Assim, em 12 de fevereiro de 1947 às 10h30, o locutor introduziu "numéro un, number one". O primeiro traje foi usado por Marie-Thérese e abriu o show durante o qual o público assistiu ao arquivo de 90 criações diferentes, pertencentes a duas linhas principais: En Huit e Corolle. Bettina Ballard, editora de moda de Vogue, havia retornado a Nova York alguns meses antes, após 15 anos cobrindo a moda francesa de Paris: "Assistimos a uma revolução na moda ao mesmo tempo que uma revolução na forma de mostrar a moda."

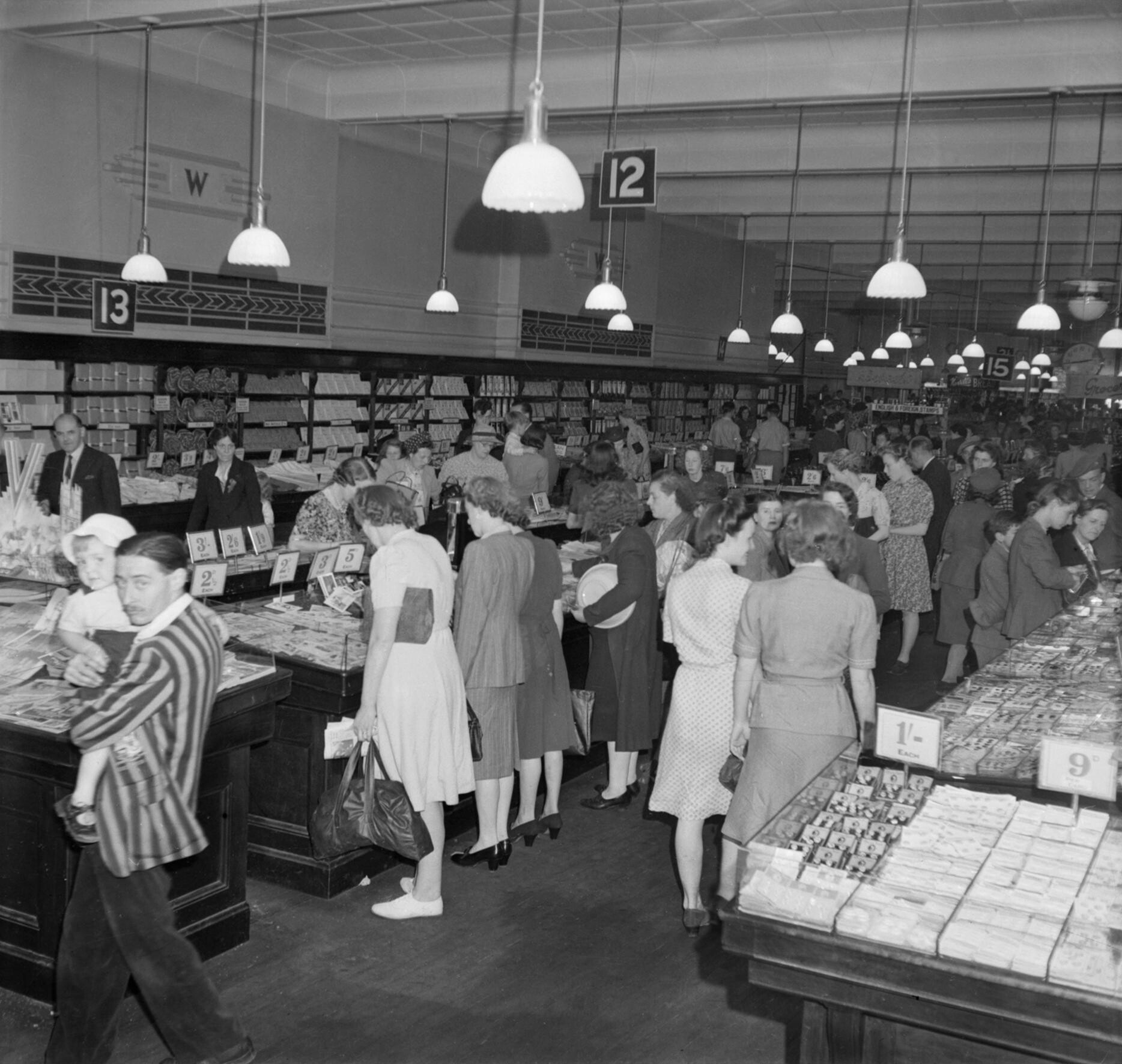
Mulheres britânicas fazendo compras na Woolworths, 1945

A "suavidade" do New Look era enganosa; a jaqueta curva peplum moldada sobre ombros altos, arredondados e curvos, e a saia cheia das roupas da Dior contava com uma construção interna de novos materiais de entretela para moldar a silhueta. Esta silhueta foi drasticamente alterada de sua forma anterior, mais masculina, rígida e triangular, para uma forma muito mais feminina.
Ao longo do período pós-guerra, um visual feminino sob medida era valorizado e acessórios como luvas e pérolas eram populares. Ternos feitos sob medida tinham jaquetas justas com peplums, geralmente usados com uma saia lápis longa e estreita. Os vestidos de dia tinham corpetes justos e saias rodadas, com joias ou decotes decotados ou golas Peter Pan. Os vestidos de camisa, com um corpete parecido com uma camisa, eram populares, assim como os vestidos de verão com tops laterais. As saias eram estreitas ou muito cheias, esticadas com anáguas; as saias do poodle foram uma moda passageira. Os vestidos de baile (vestido de saia longa para ocasiões de gravata branca) eram mais longos do que os vestidos até os tornozelos (chamados de "comprimento de bailarina"), atingindo o chão e eram usados nos bailes (como são hoje). Vestidos de coquetel ", mais elegantes do que um vestido diurno, mas não tão formais quanto um vestido de jantar ou de noite" were worn for early-evening parties. Short shrugs and bolero jackets, often made to match low-cut dresses, were worn. Enquanto isso, em Israel, sandálias bíblicas simples, camisas de algodão azuis e vestidos utilitários de inspiração militar caqui continuaram sendo escolhas populares para muitas mulheres devido à austeridade econômica em curso e à necessidade de se sentirem preparadas para a guerra.

### Roupa íntima
A coleção 'New Look' de Christian Dior em 1947 revolucionou a silhueta da moda dos anos 1950. A feminilidade nostálgica de Dior de ombros redondos, saias rodadas, quadris acolchoados e cinturas minúsculas substituíram o estilo quadradão do período de guerra na Segunda Guerra Mundial. A tendência da silhueta da ampulheta trazida pela popularidade da Dior garantiu o mercado de roupas íntimas. Embora os vestuários íntimos sejam geralmente escondidos por agasalhos, os vestuários íntimos são especialmente emblemáticos pela beleza contraditória dos anos 1950, pois a silhueta foi criada dependendo do tipo de vestimenta de base usada. As vestimentas de base tornaram-se itens essenciais para manter a silhueta curvilínea, principalmente as vespas, cintas e forro de crina. Por exemplo, as vendas de espartilhos dobraram na década de 1948-58 (Haye, 1996 p. 187). A coleção 'New Look' da Dior trouxe de volta os trajes íntimos desossados para as mulheres, mesmo as mais jovens, para criar as silhuetas feminizadas que abraçam a feminilidade. A Symington Corset Company de Market Harborough foi uma das famosas produtoras de roupas íntimas na década de 1950, já que é a produtora oficial dos corseletes e cintas da Dior. "Todas as cintas foram produzidas com o mesmo desenho, em preto ou branco. O acabamento em veludo rosa açúcar era uma característica especial da linha, e algumas eram tecidas com as iniciais de Christian Dior nos painéis elásticos nas laterais ... "(Lynn, 2010, p. 106). Um novo tecido 'Bri-Nylon' foi introduzido pelos British Nylon Spinners. Esse tecido era popular para ser aplicado em roupas íntimas na década de 1950 porque foi um dos primeiros tecidos fáceis de lavar e secar. Houve um anúncio de espartilho completo em 1959 mostrando a popularidade do 'Bri-Nylon' e o design do espartilho na década de 1950. 'Este requintado corpete Dior apresenta uma rede elástica jacquard com o painel traseiro extensível para baixo em elástico mancha. O painel frontal encantador é em renda Bri-Nylon e marquisette realçado com faixas cruzadas de estreita fita de veludo. Possui fecho lateral - parcialmente gancho e olhal com extensão de zíper. A ossatura muito leve é coberta com veludo. ' (Warren, 2001, p. 30) Pelo anúncio acima, não é difícil perceber que os corselets da década de 1950 eram construídos em detalhes com desossa, painéis, tecidos diferentes em elasticidades diferentes.Enquanto os espartilhos remodelavam o corpo das mulheres com cinturas minúsculas e quadris grandes, uma nova forma de sutiã chamada "sutiã catedral" foi introduzida e se tornou popular na década de 1950. É chamado de 'sutiã catedral' porque haveria arcos pontiagudos criados pelos ossos sobre os seios quando o sutiã é usado. Os ossos também se separam e definem o formato dos seios, pressionando-os em forma de ponta ou de bala. Portanto, 'sutiã catedral' também era chamado de sutiã bala. Este design de sutiã foi popularizado por atrizes como Patti Page, Marilyn Monroe e Lana Turner, que foi apelidada de "Garota Suéter".  Embora este design de sutiã tenha sido projetado para o uso de vestidos de coquetel sem alças e vestidos de noite e tenha se tornado popular durante a década de 1950, o mercado para este design durou pouco porque "era provável que escorregasse ou precisasse de ajustes durante a noite" (Lynn, 2010, p. 152). No entanto, outro design de sutiã reentrou no mercado e cresceu popularidade durante a década de 1950, o que influenciou até mesmo o design íntimo moderno. Os sutiãs underwire foram introduzidos no mercado na década de 1930, no entanto, foi forçada a abandonar o mercado porque o fornecimento de aço foi restrito na década de 1940 para a Segunda Guerra Mundial. O design do sutiã com armação voltou a entrar no mercado, uma vez que ajudou a elevar as formas dos seios para formar a silhueta curvilínea da moda com grandes bustos nos anos 1950. Feitos com náilon, rede de náilon elástica e aros de aço, os sutiãs de arame ajudaram a criar seios altos e empinados na moda. Os sutiãs com armação ainda estão dominando os itens na moderna indústria de roupas íntimas.

### Roupas para a era espacial
A partir de meados da década de 1950, um novo estilo de roupa sem costura apareceu como alternativa à cintura justa e saia cheia associadas ao New Look. A revista Vogue chamou a camisa de malha de "vestido de camiseta". Os designers de Paris começaram a transformar esta moda popular em alta costura. O estilista espanhol Balenciaga havia mostrado ternos sem costura em Paris já em 1951 e vestidos sem costura de 1954. Em 1958, Yves Saint Laurent, protegido e sucessor de Dior, estreou a "Linha Trapézio", adicionando uma nova dimensão ao vestido de camisa. Esses vestidos apresentavam um corpete em forma com ombros caídos e cintura alta, mas o formato da assinatura resultou de um corpete largo, criando uma linha sem cintura do corpete até os joelhos. Esses estilos só lentamente ganharam aceitação pelo público em geral. Coco Chanel fez um retorno em 1954 e um visual importante do final dos anos 1950 foi o terno Chanel, com uma jaqueta estilo cardigan debruado com trança e saia em corte A. Em 1957, a maioria dos ternos apresentava jaquetas levemente ajustadas logo abaixo da cintura e saias mais curtas e mais estreitas. As roupas de Balenciaga apresentavam poucas costuras e decotes lisos, e depois de seus vestidos de chumbo sem costuras na cintura, sejam retos e sem costura ou em estilo princesa com uma leve linha A, tornaram-se populares. O vestido de princesa sem mangas era chamado de skimmer.  Uma versão mais ajustada era chamada de vestido de bainha.

### Roupa esportiva
Nova York havia se tornado um centro de design americano durante a guerra, e assim permaneceu, especialmente para roupas esportivas, no período do pós-guerra. As mulheres que usaram calças no serviço de guerra recusaram-se a abandonar essas vestimentas práticas que se adequavam aos aspectos informais do estilo de vida do pós-guerra. Em 1955, jeans apertados tornaram-se populares entre as mulheres americanas. Roupas esportivas casuais também foram um componente cada vez mais importante dos guarda-roupas femininos, especialmente as camisetas brancas popularizadas por Brigitte Bardot e Sandra Milo entre 1957 e 1963.  As saias casuais eram estreitas ou muito cheias. Na década de 1950, as calças tornaram-se muito estreitas e eram usadas na altura do tornozelo. Calças cortadas até o meio da panturrilha eram calças de houseboy; calças mais curtas, abaixo do joelho, eram chamadas de pedal-empurradores. Os shorts eram muito curtos no início dos anos 1950, e os bermudas até o meio das coxas apareceram por volta de 1954 e permaneceram na moda até o final da década. Tops soltos estampados ou tricotados estavam na moda com calças ou shorts. Eles também usavam biquínis para treinamento esportivo.
Os maiôs, incluindo a marca Gottex popular em Israel e na América, eram de uma ou duas peças; alguns tinham calças largas como shorts com saias curtas.  Biquínis de cintura alta apareceram na Europa e nas ilhas do Pacífico Sul, mas não eram comumente usados na América continental até o final dos anos 1950.

### Chapéus e penteados
O cabelo era curto e encaracolado com o New Look, e os chapéus eram essenciais para todas as ocasiões, exceto as mais casuais. Chapéus de abas largas eram mostrados com os primeiros ternos New Look, mas os chapéus menores logo predominaram. Penteados muito curtos estavam na moda no início dos anos 1950. Em meados da década, os chapéus eram usados com menos frequência

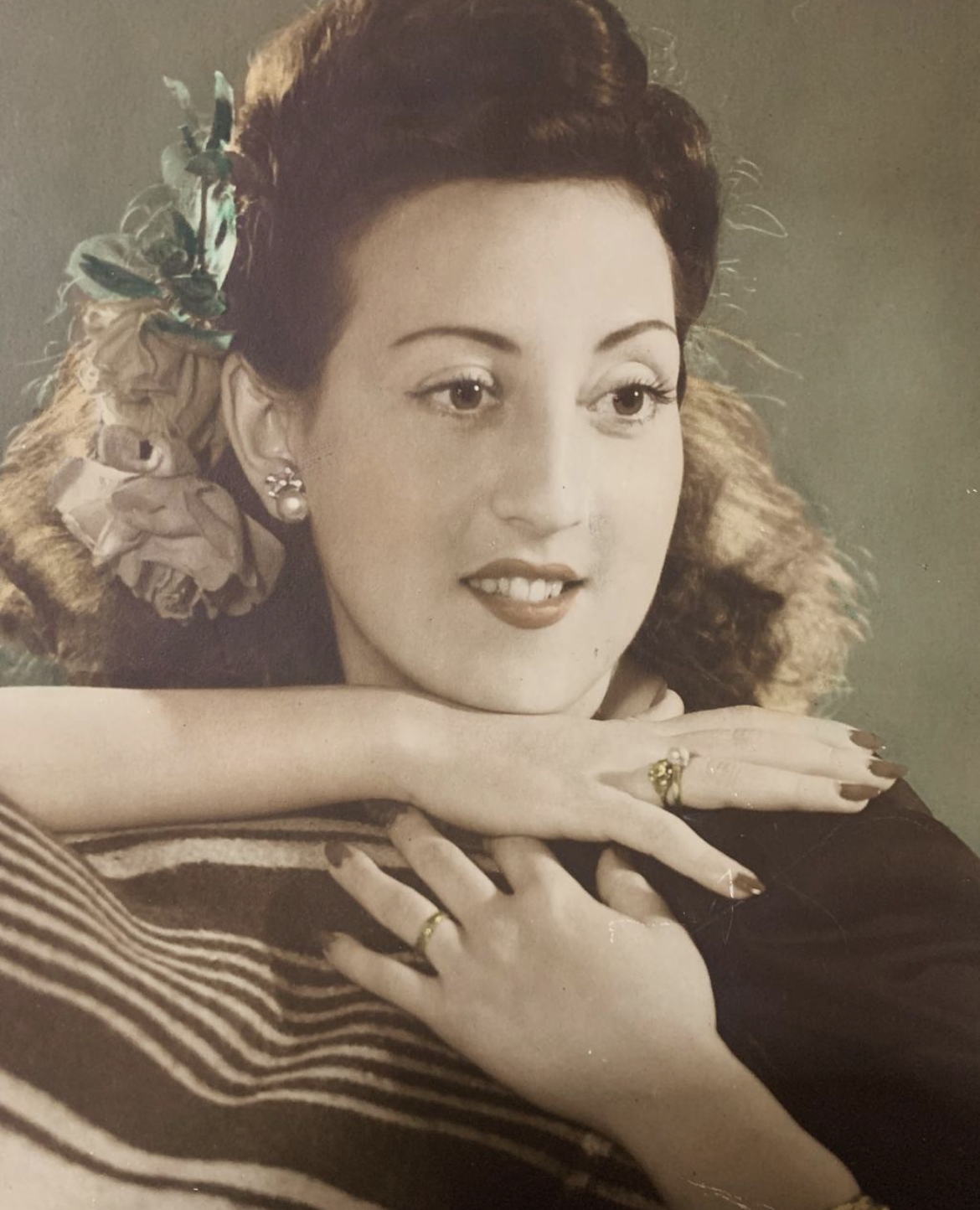
A elegância de Bitinha Borges, com penteado característico, moda dos anos pós-guerra.

É dessa época que começaram a prevalecer os penteados em coques. Especialmente os penteados mais cheios, como o corte curto e encaracolado do poodle e mais tarde bufante e colmeia, tornaram-se na moda.

O penteado com o coque bufante e de colmeia. Na foto, a mãe de família, Laura Dornelles Gonçalves, moda e glamour no período pós-guerra.

As meninas "beat" usavam o cabelo comprido e liso, e as adolescentes adotavam o rabo de cavalo, curto ou longo.

### Roupa de maternidade
Na década de 1950, Lucille Ball foi a primeira mulher a mostrar sua gravidez na TV.  O programa de televisão I Love Lucy trouxe uma nova atenção às roupas de maternidade. A maioria dos vestidos de gestante eram duas peças com tops soltos e saias estreitas. Painéis extensíveis acomodados para a figura crescente da mulher. O baby boom das décadas de 1940 a 1950 também causou foco em roupas de maternidade. Mesmo designers internacionais como Givenchy e Norman Hartnell criaram linhas de roupas de maternidade. Apesar da nova ênfase em roupas de maternidade na década de 1950, a moda de maternidade ainda era fotografada em mulheres não grávidas para anúncios.
Em 29 de setembro de 1959, foi patenteada a calcinha de maternidade que proporcionava expansão no sentido vertical do abdômen. O painel frontal desta roupa de baixo para maternidade era composto por um alto grau de elasticidade para que, em condições extremas de esticamento, a mulher ainda pudesse se sentir confortável.

### Galeria de estilo 1945–1954

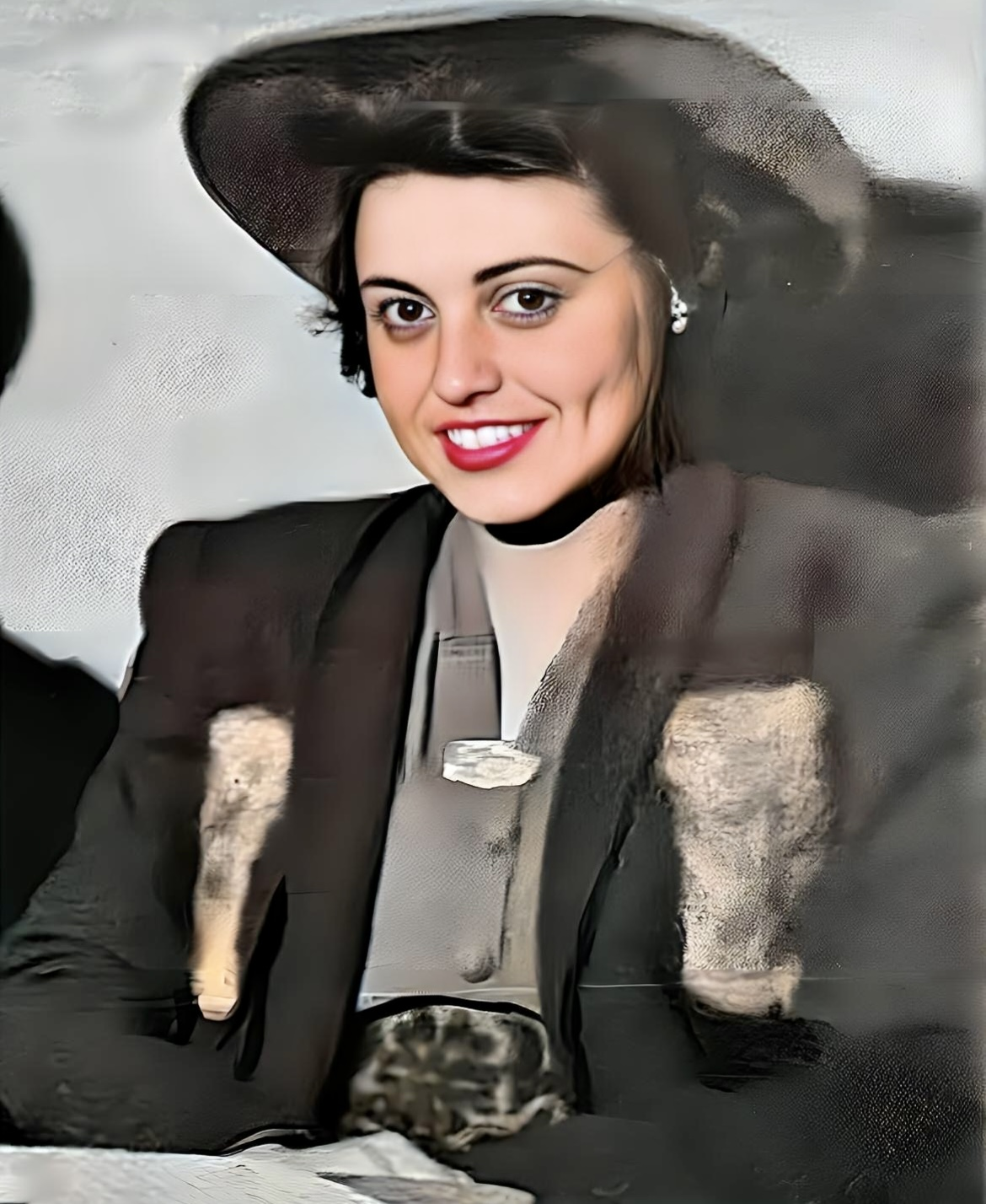
1945- The elegant lady Laura Dornelles Gonçalves in typical 40s clothing with hat and fur - colorized photo.Época do pós-guerra. Primeira dama.Típico de época.
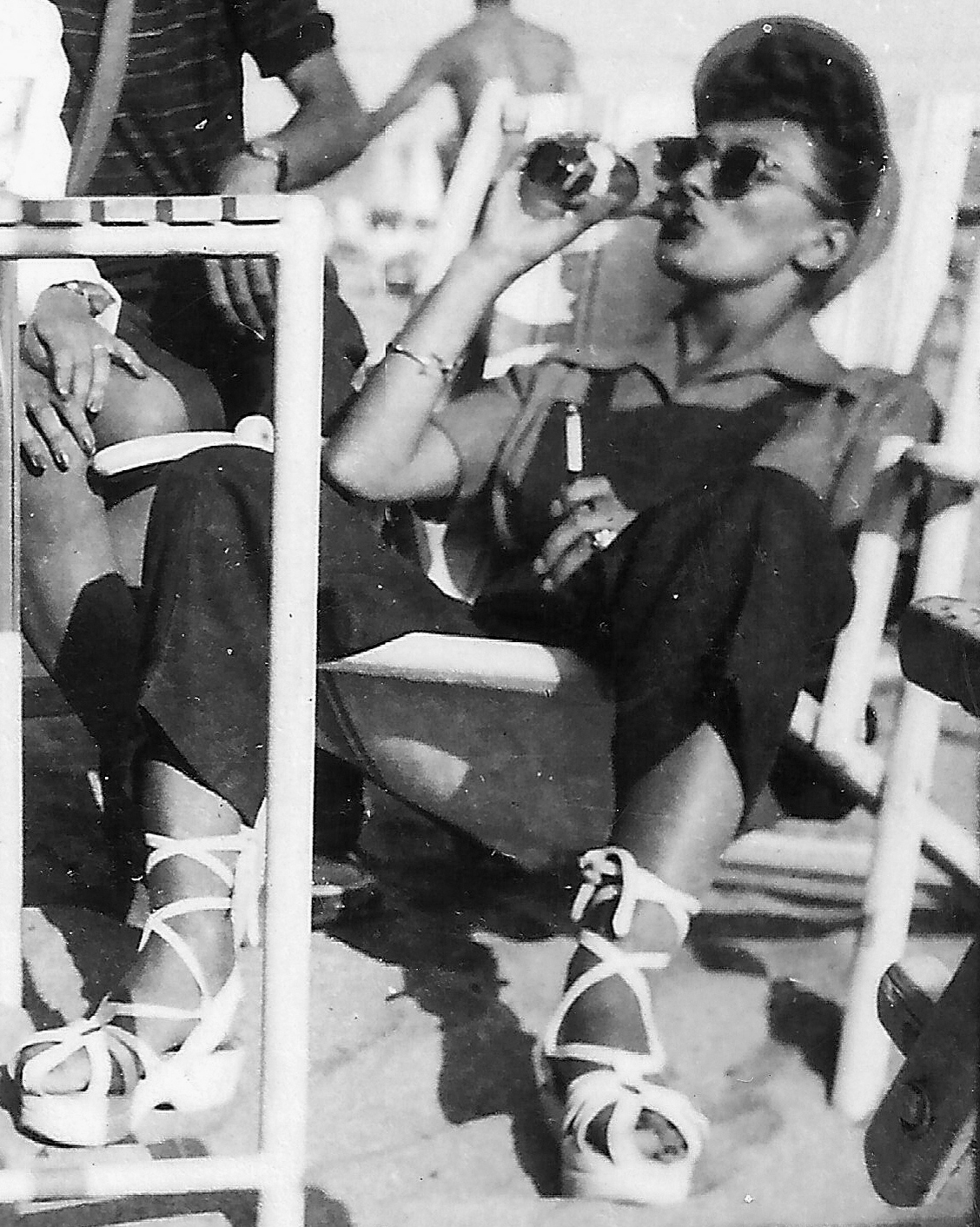
1948
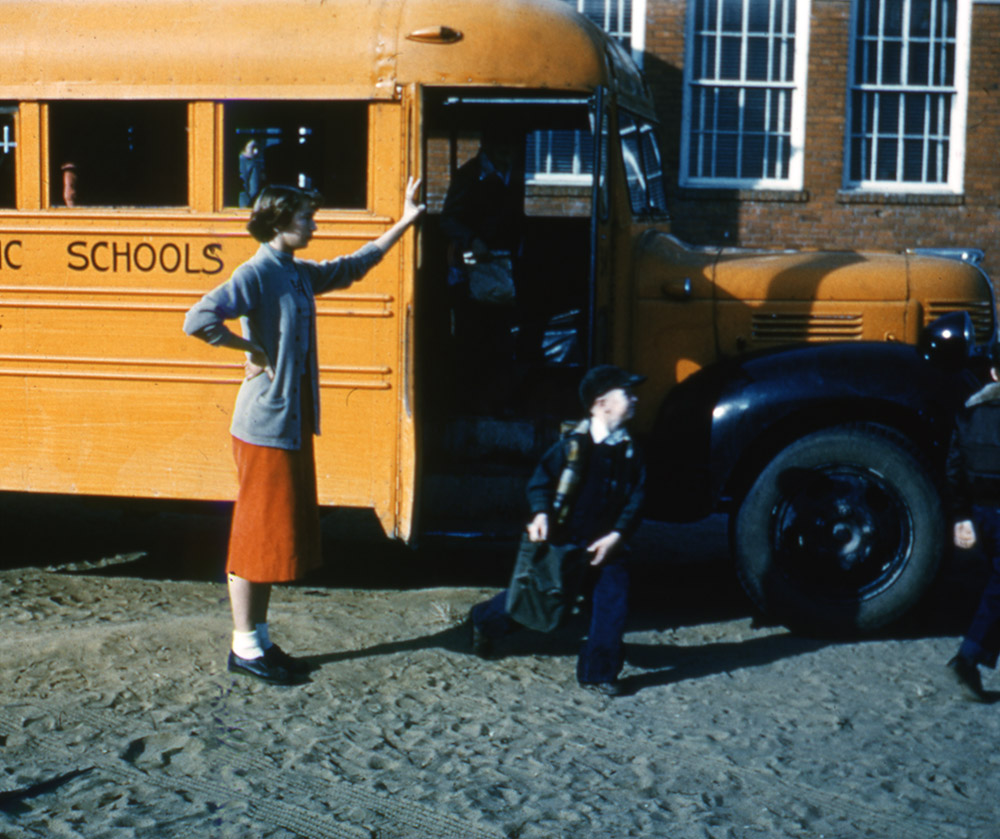
1949
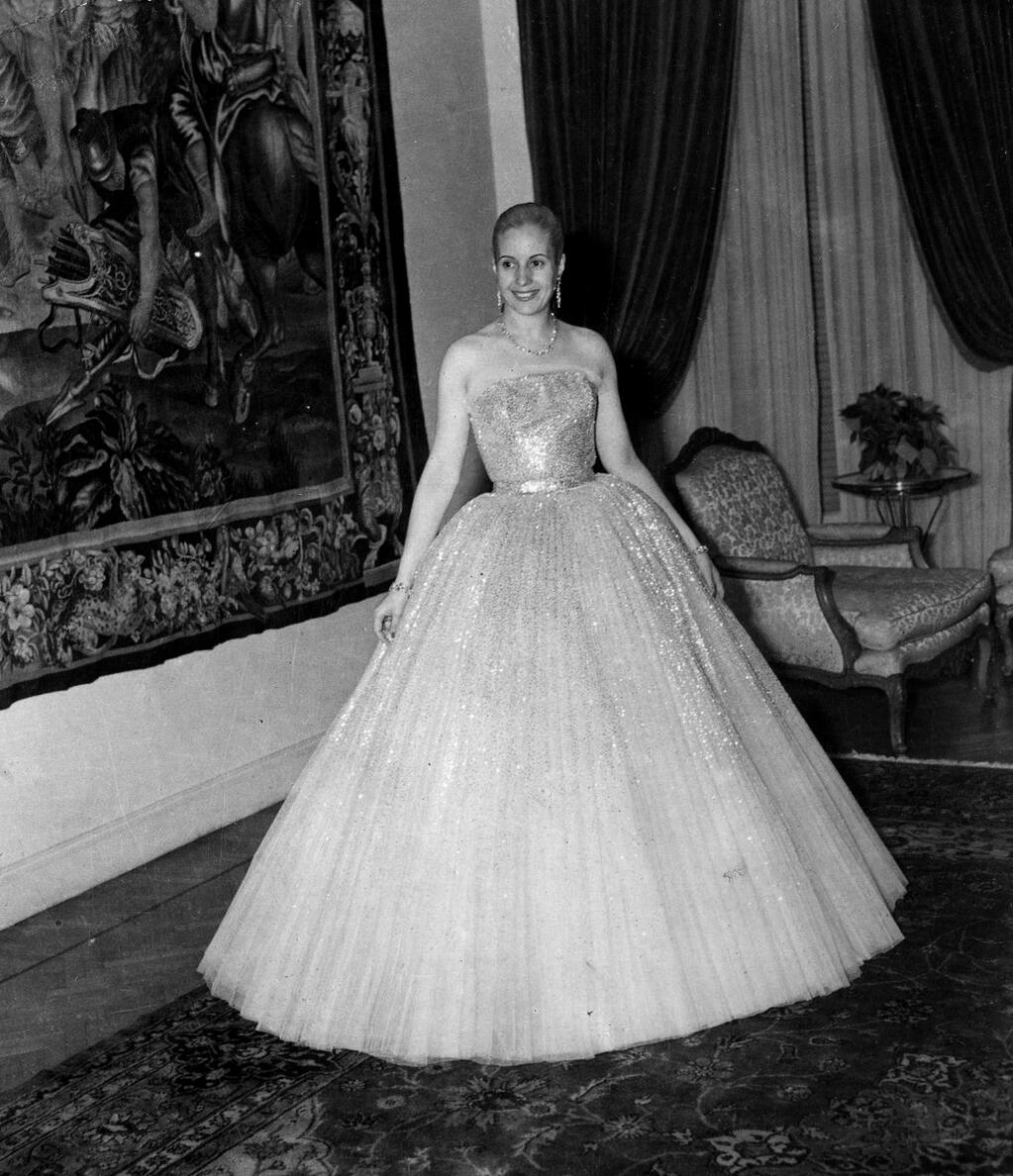
1949
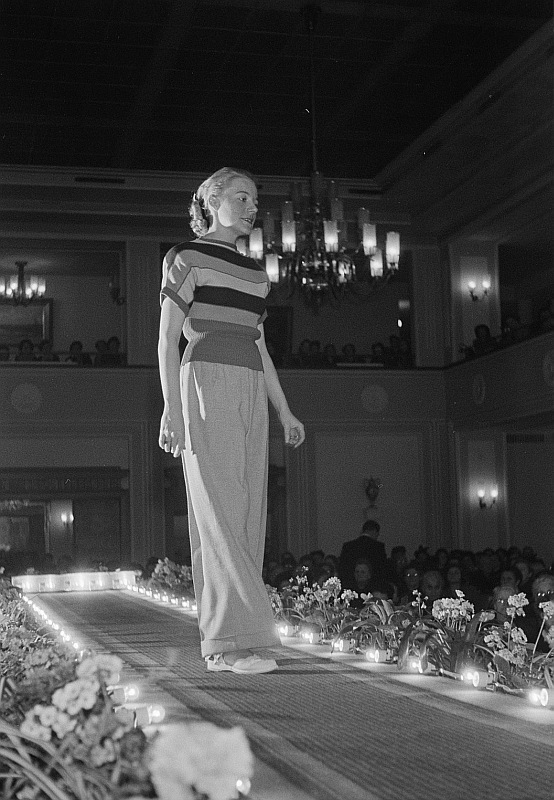
1952
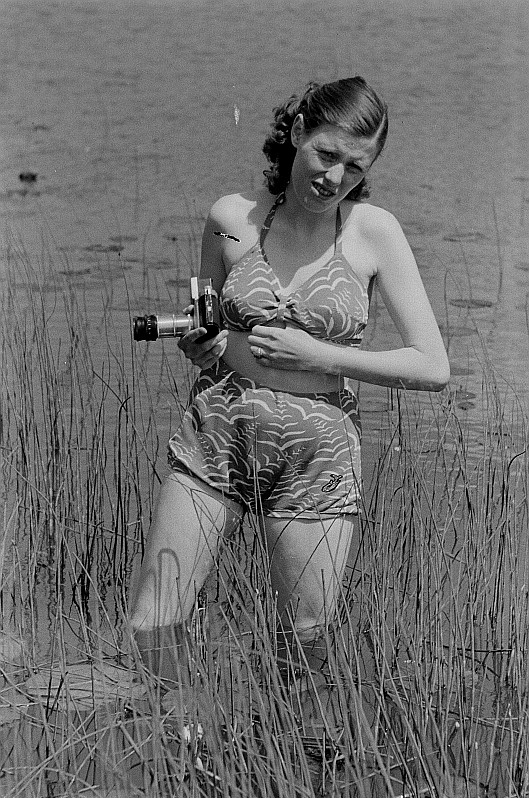
1952
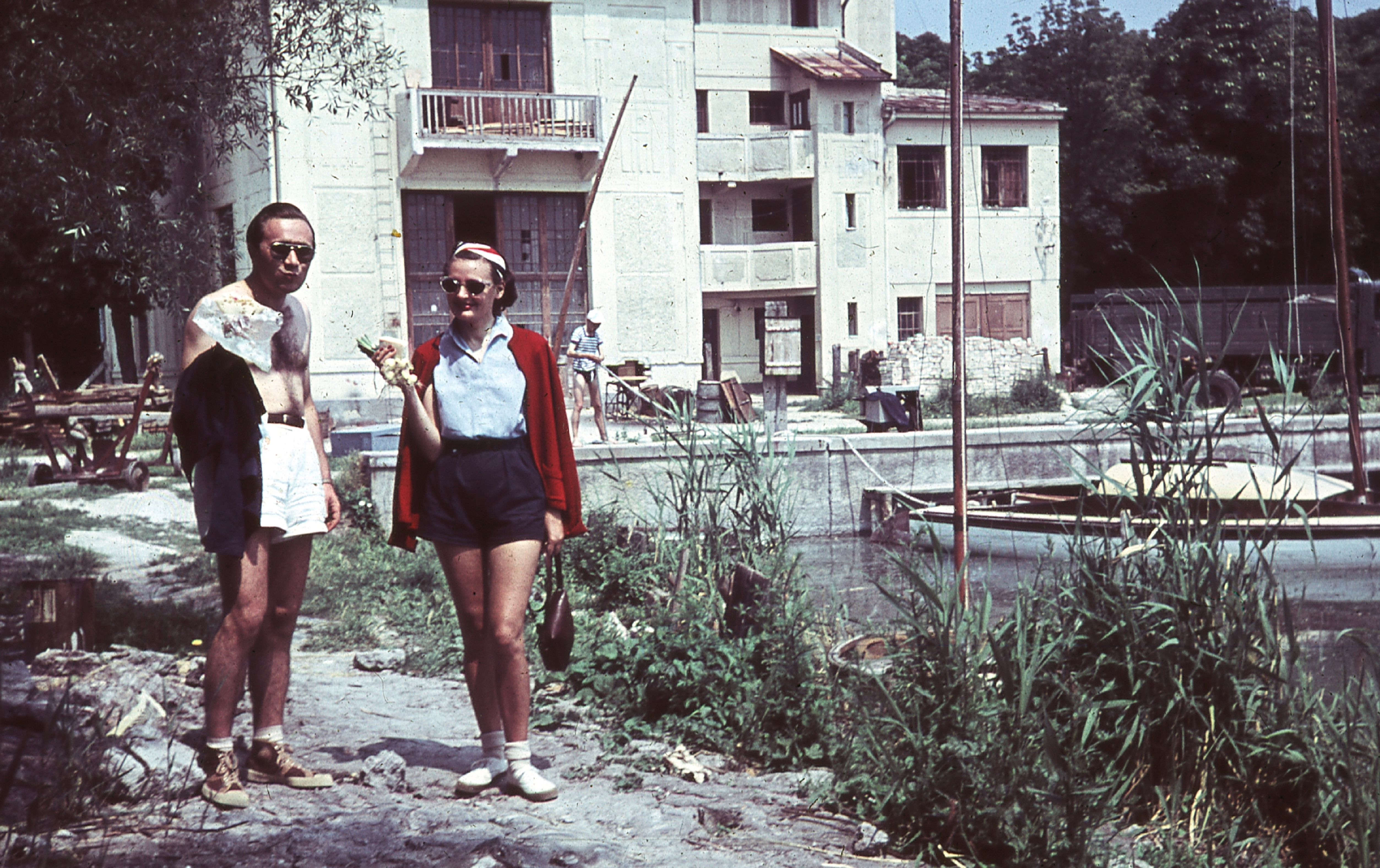
1952
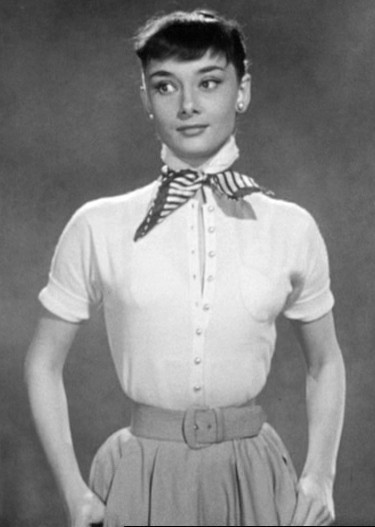
1953
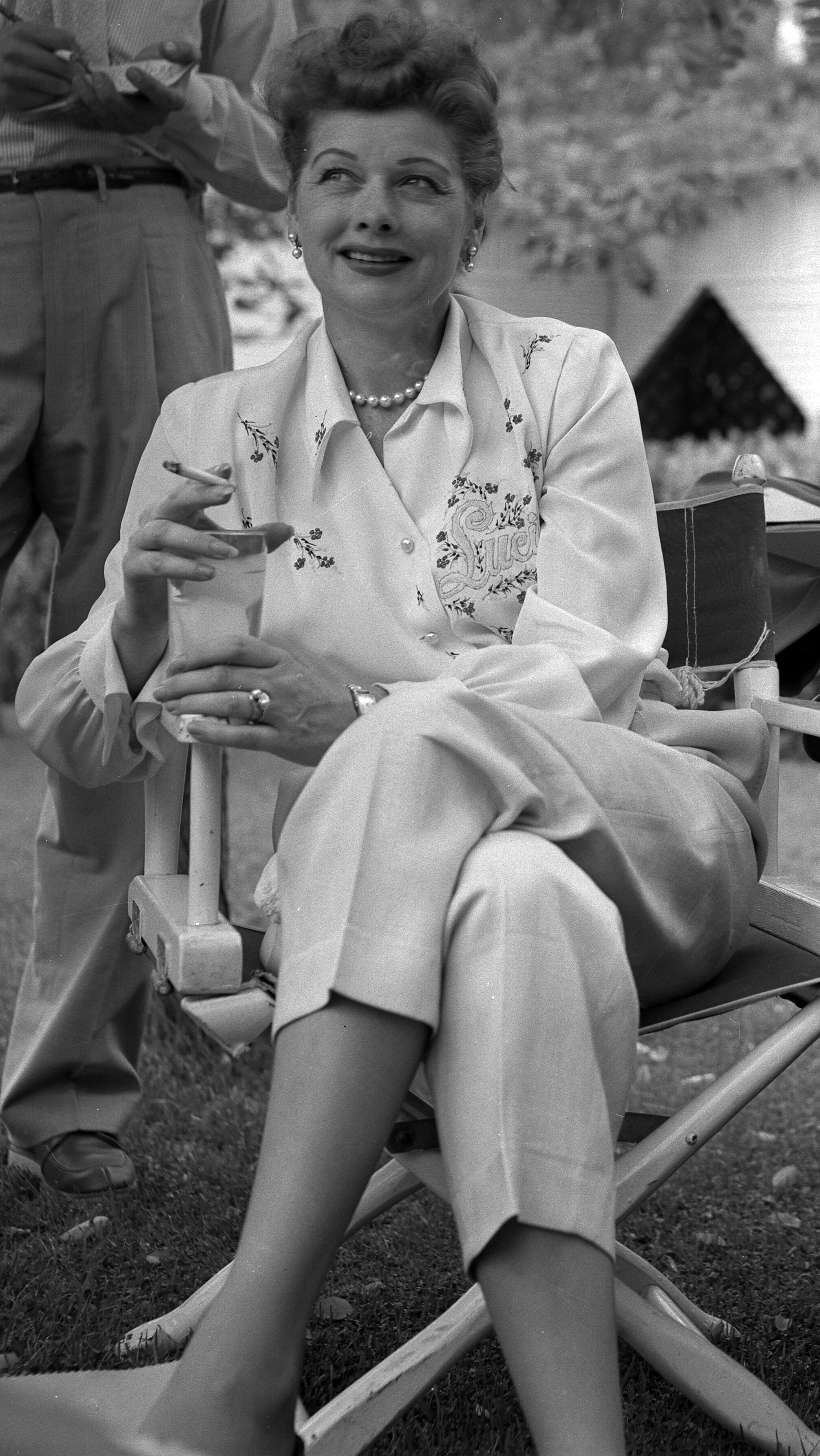
1953
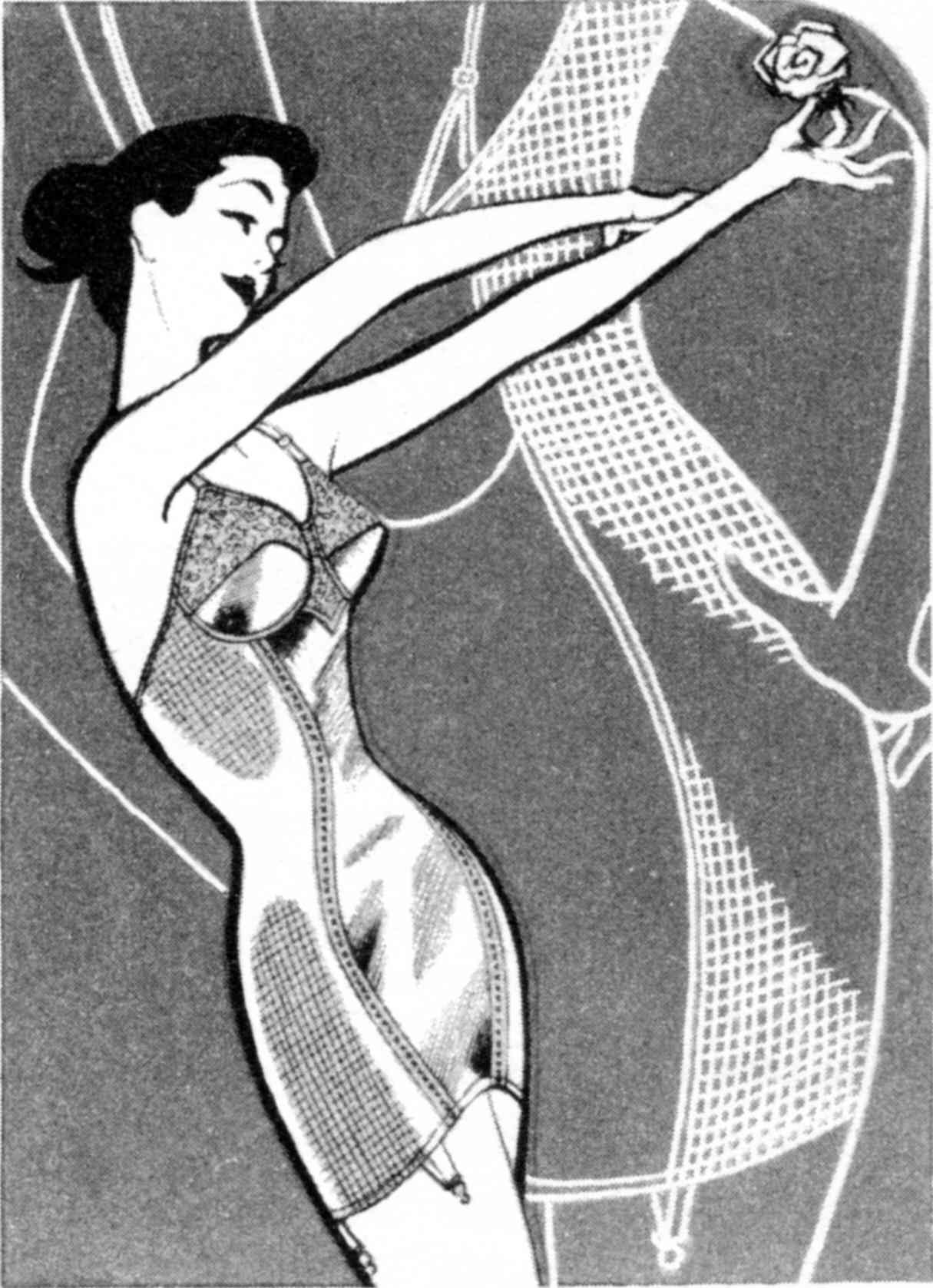
1953
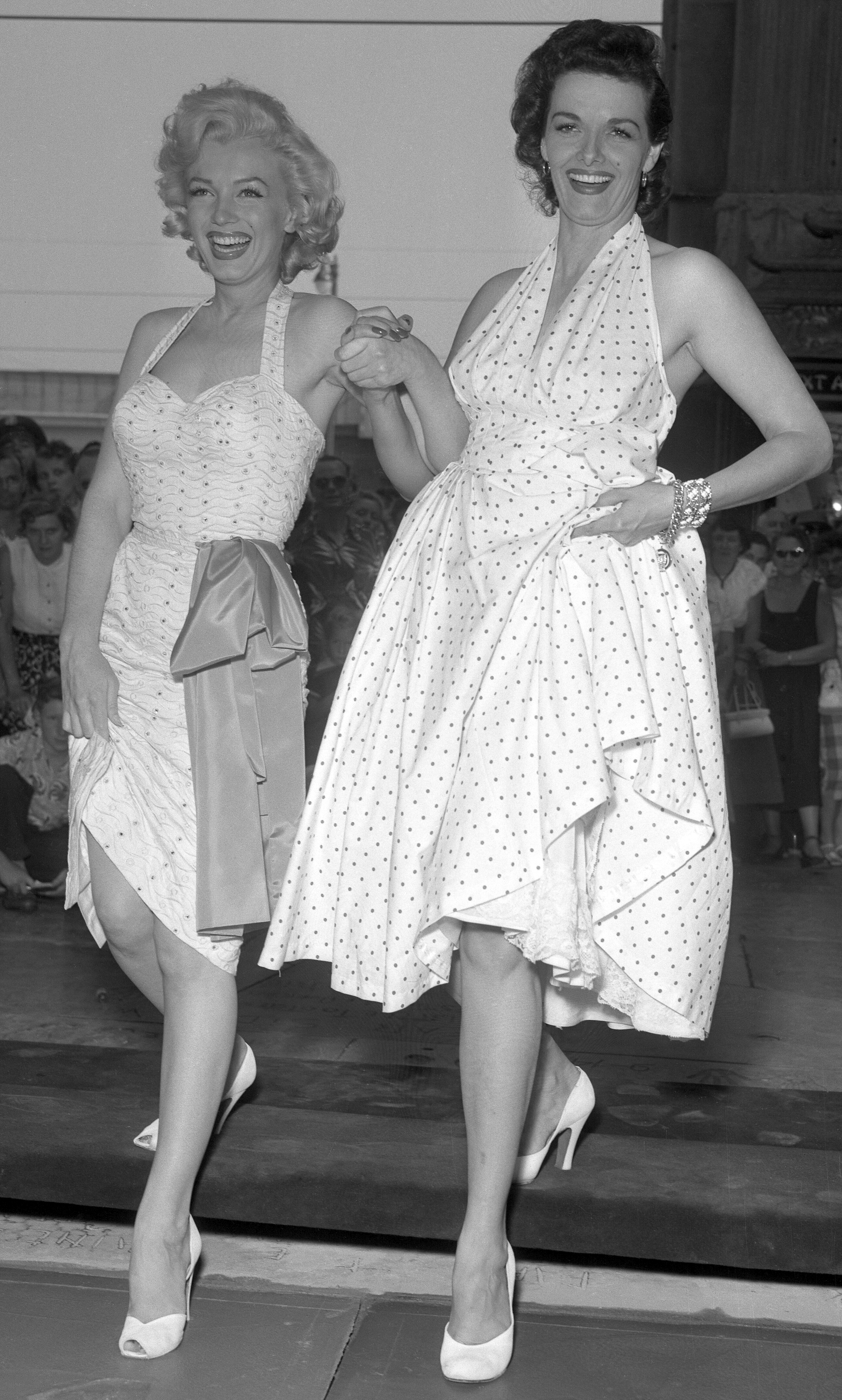
1953
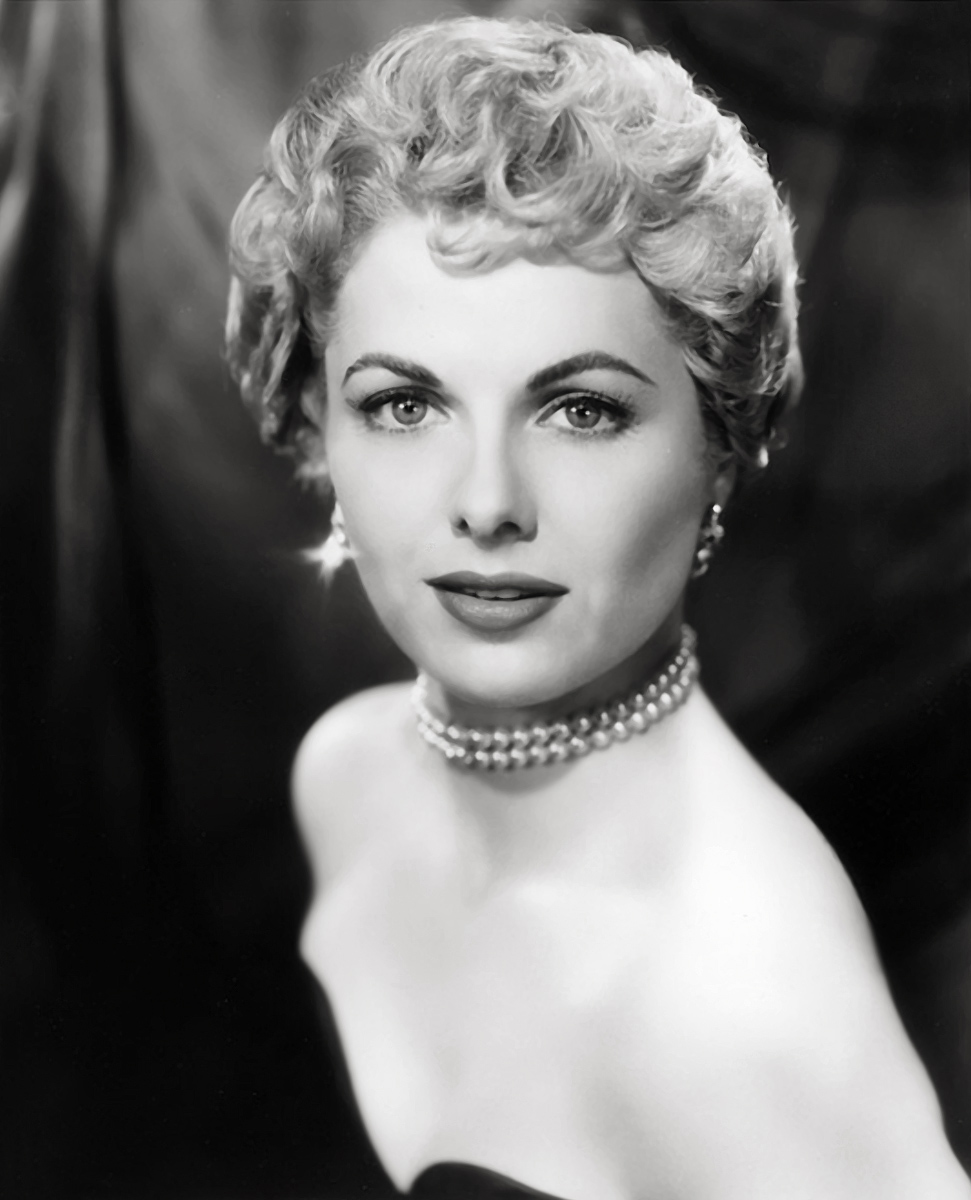
1954

1. Provável jovem atriz não identificada em Cannes, 1948
2. Professor em Raleigh, EUA, em 1949.
3. Calças de pernas largas com punhos (dobras) são mostradas com um suéter justo de mangas curtas, Alemanha, 1952.
4. A primeira-dama argentina Eva Perón com um vestido de noite personalizado da Christian Dior, 1949.
5. Two-piece swimsuit, 1952.
6. Fato de banho de duas peças, 1952.
7. A atriz  Audrey Hepburn, 1953.
8. Atriz Lucille Ball com calças curtas de houseboy em uma coletiva de imprensa, Los Angeles, 1953.
9. Ilustração de moda de um "espartilho", mostrando o busto pontudo e a linha do quadril curvilínea de 1953.
10. As atrizes Marilyn Monroe e Jane Russell usam vestidos de verão com frente única, Hollywood, 1953.
11. O cabelo da atriz Martha Hyer está preso em um corte poodle e encaracolado nesta foto publicitária de Sabrina, 1954.

### Galeria de estilo 1954–1960

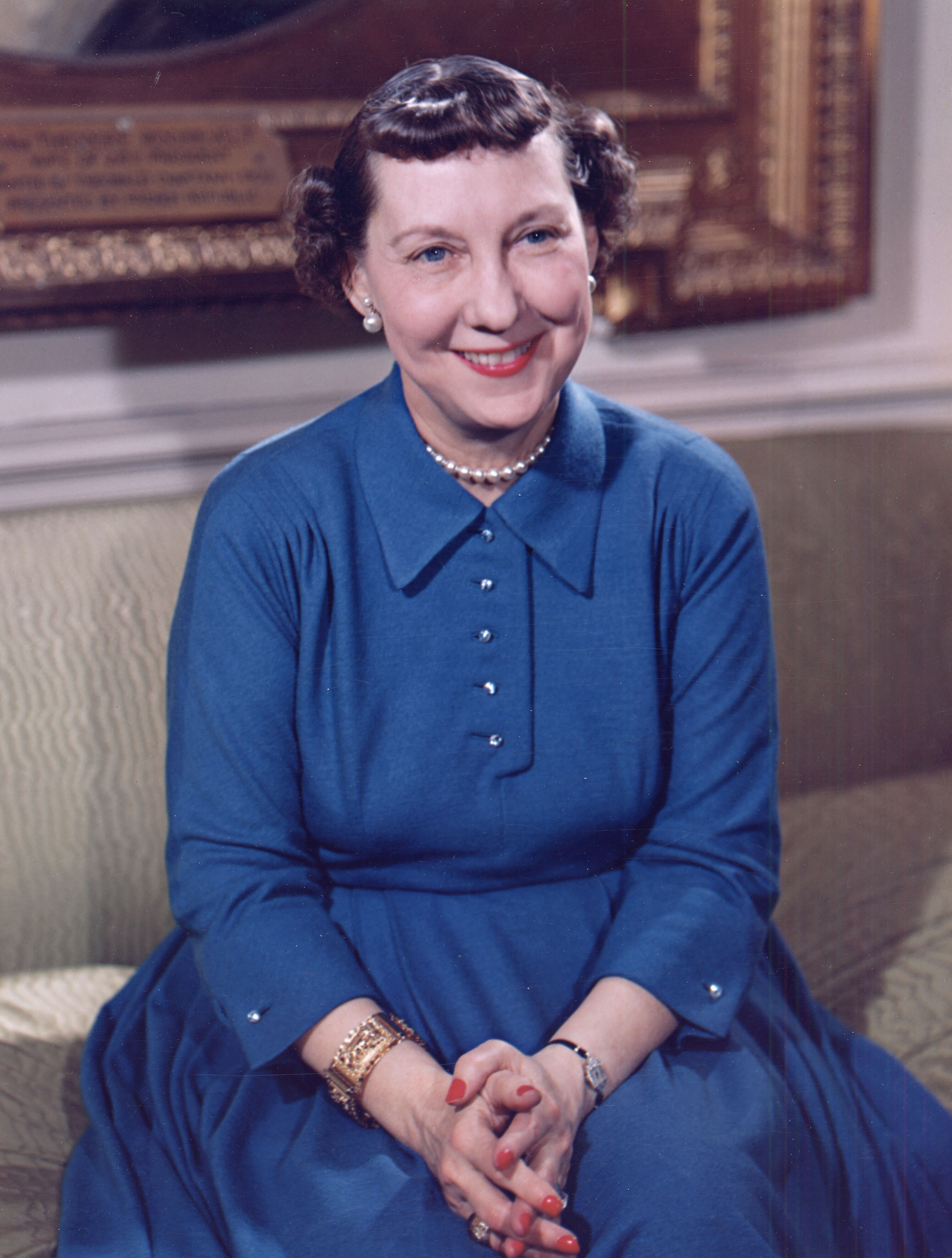
1954
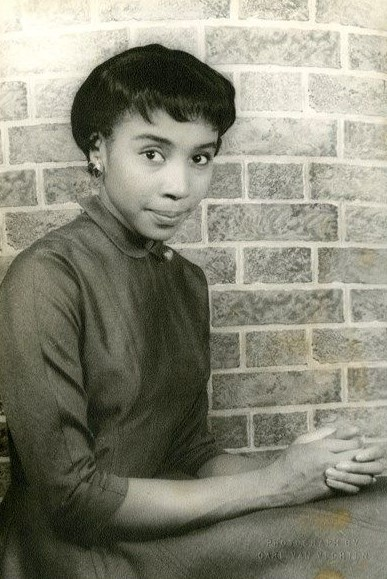
1955
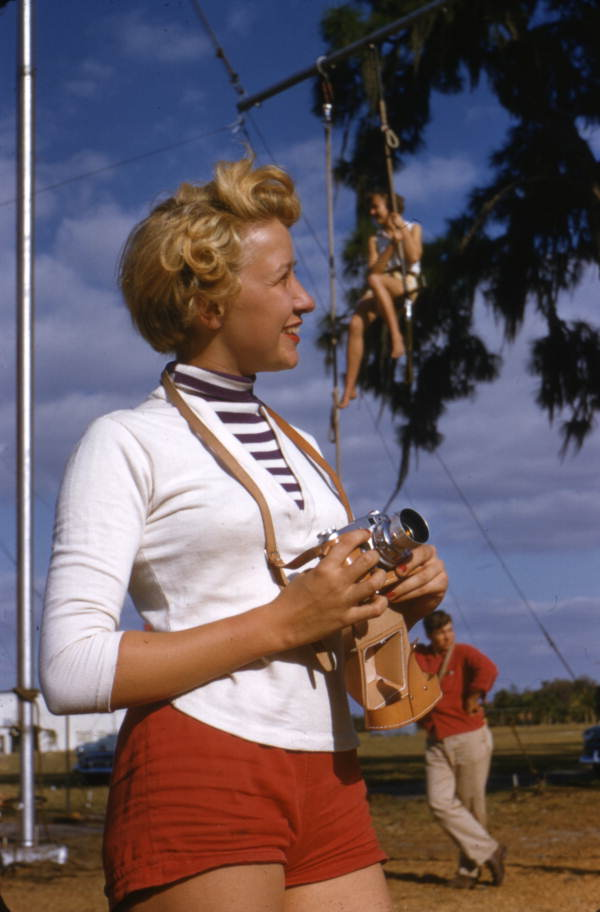
1955
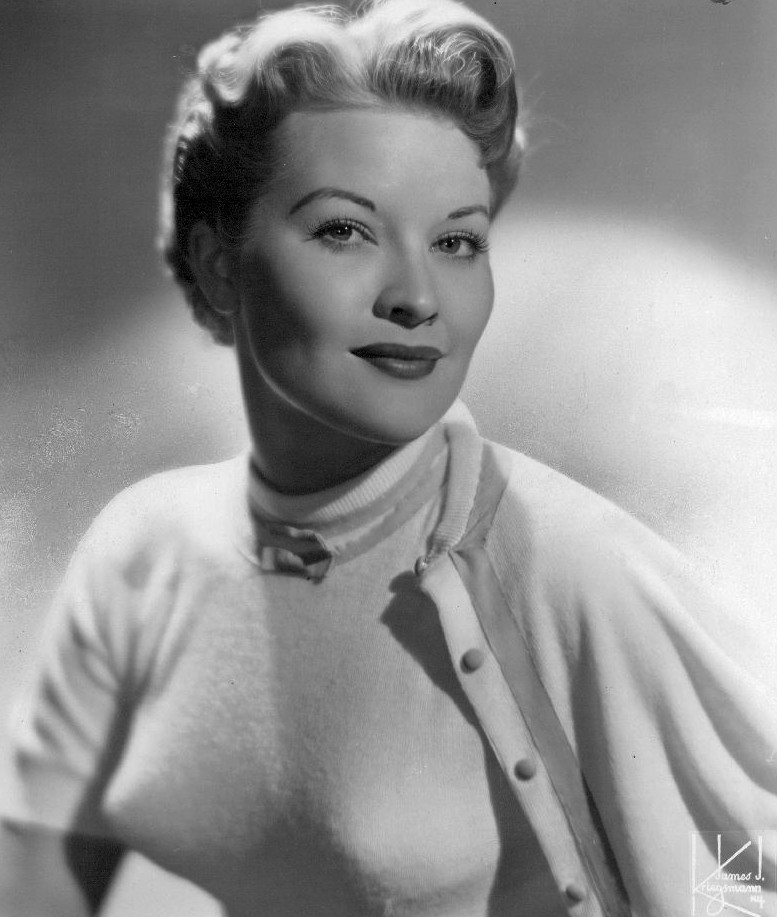
1955
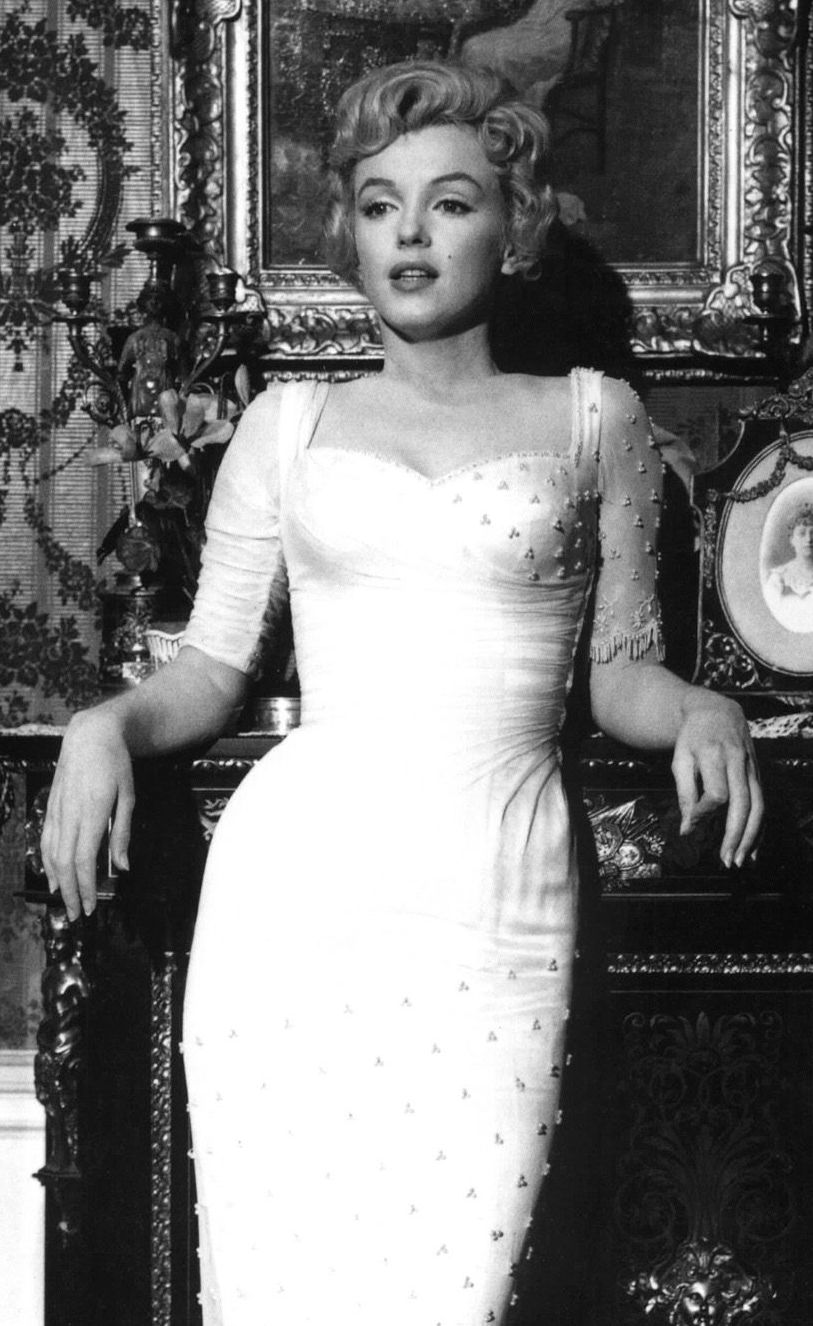
c. 1957
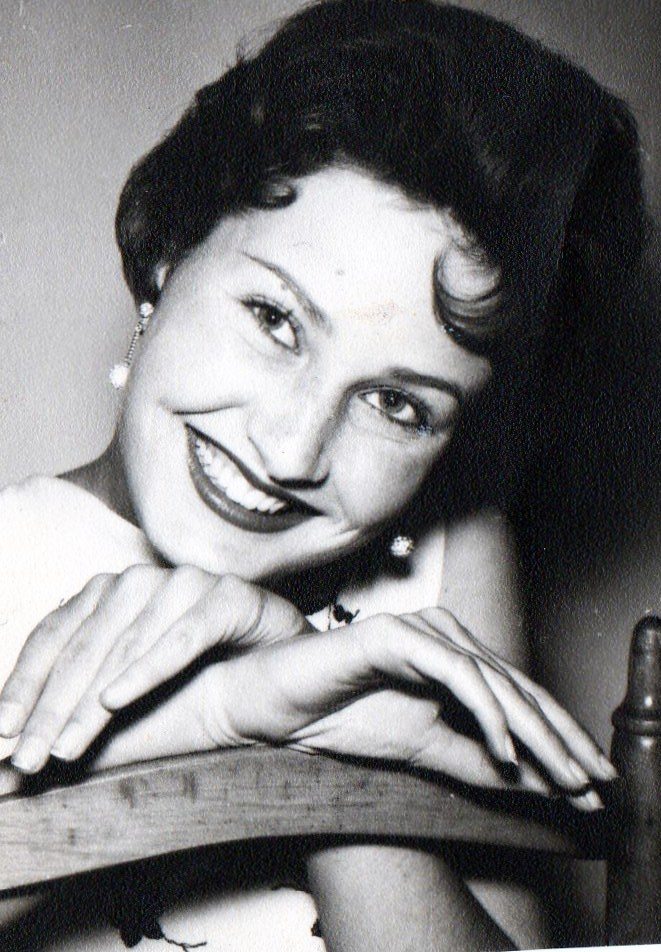
1958
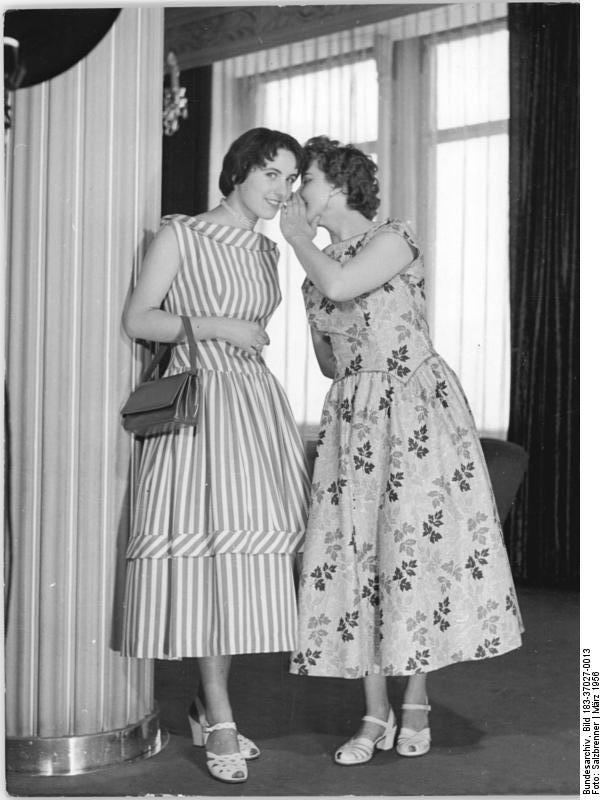
1958
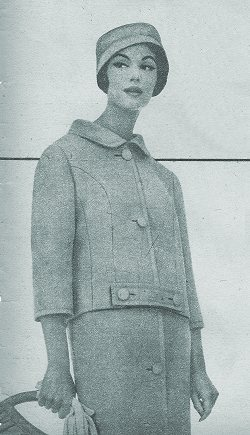
1958
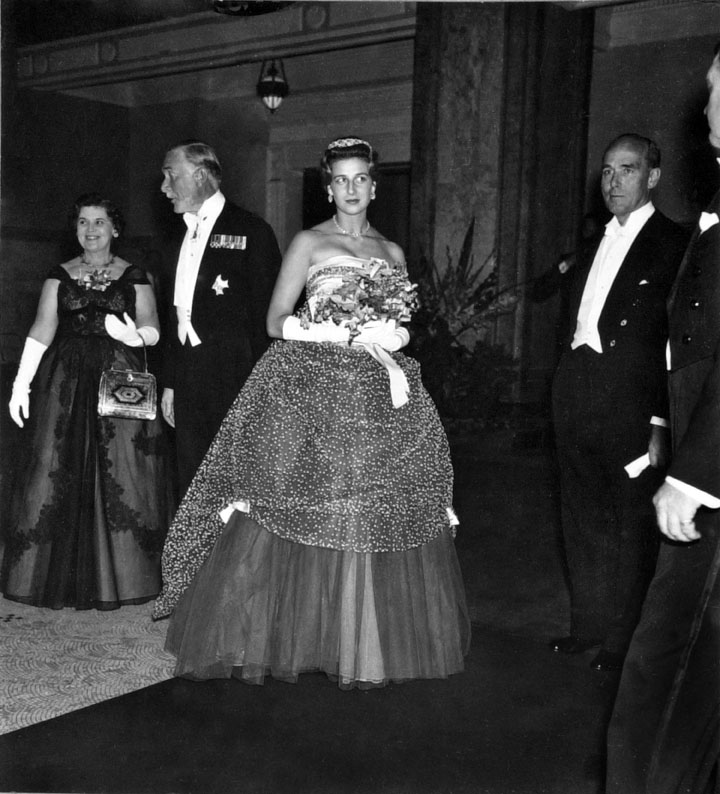
1959
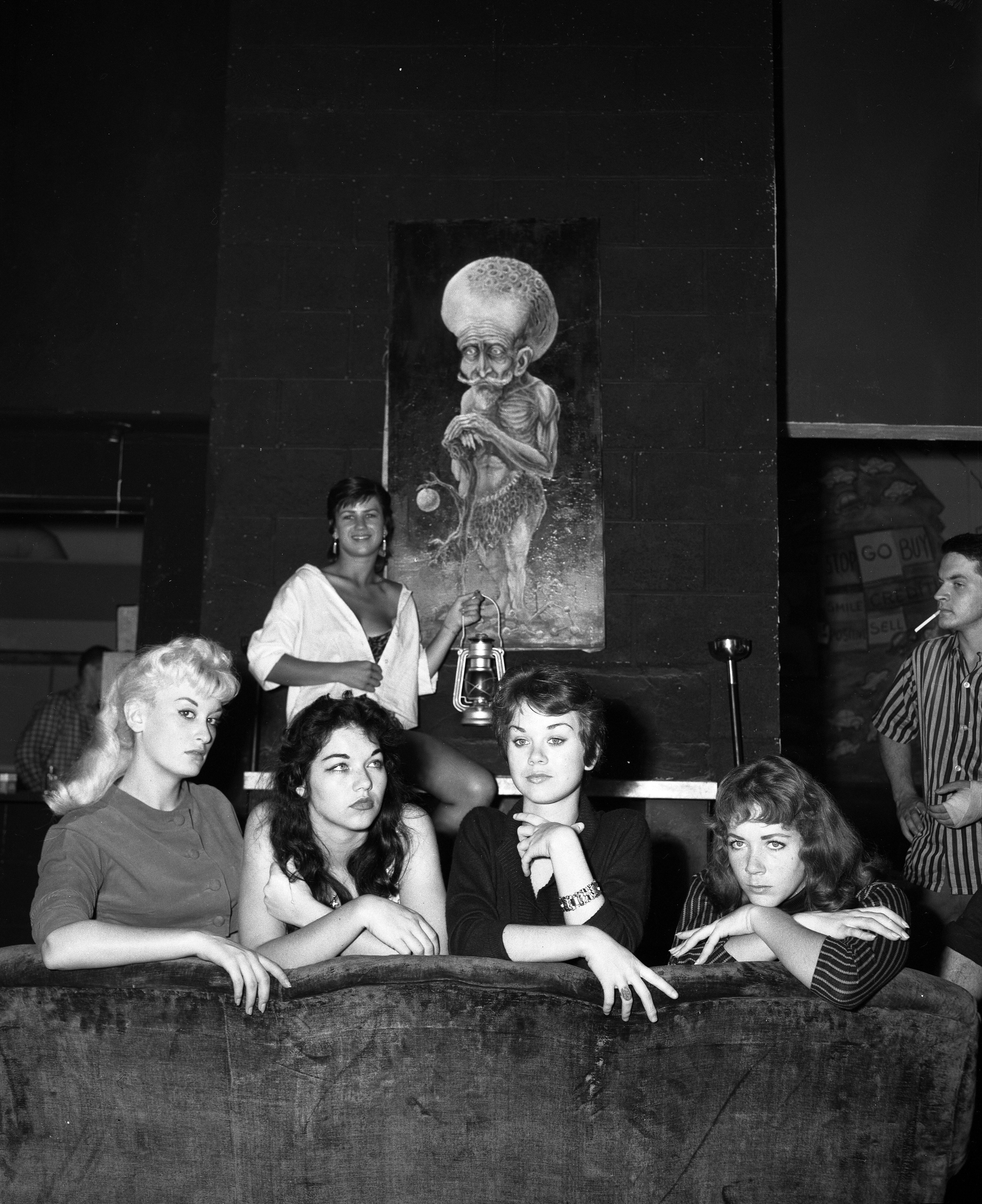
1959
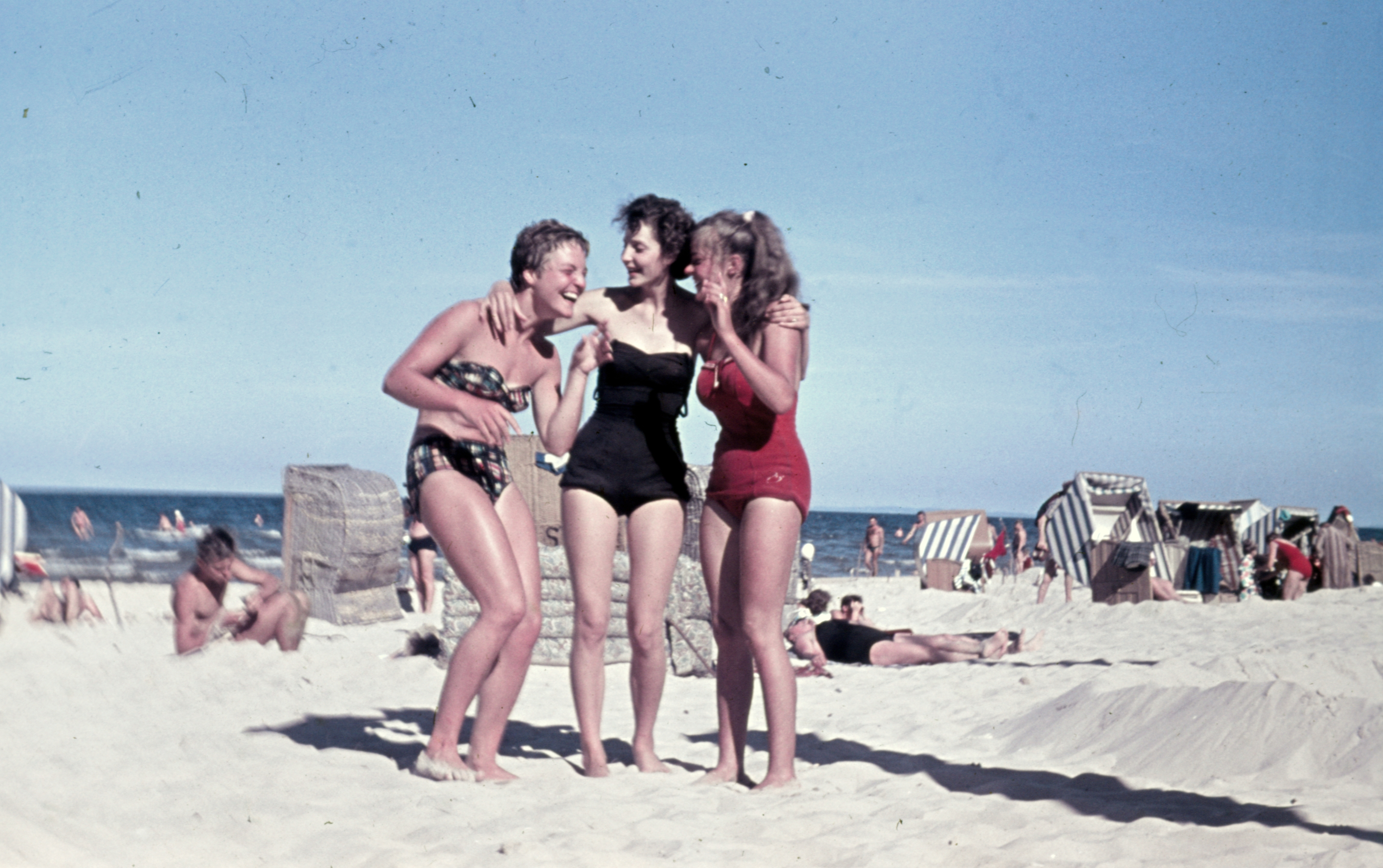
1960
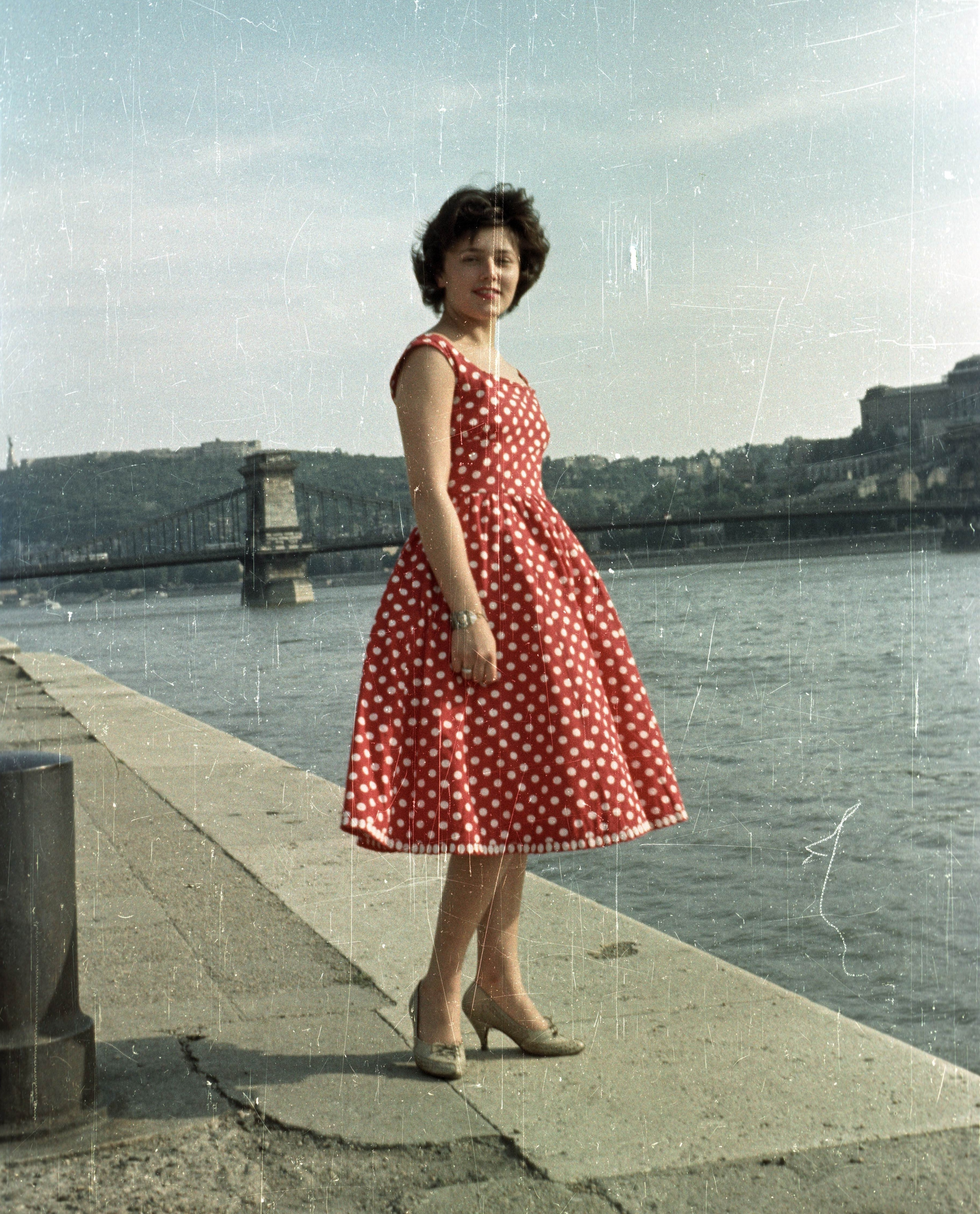
1960

1. Primeira-dama Mamie Eisenhower em vestido de dia azul brilhante, 1954.
2. A atriz Diahann Carroll usa um vestido de saia rodada com uma pequena gola Peter Pan, 1955.
3. Moda no verão na Flórida de 1955.
4. A cantora Patti Page usando um sutiã com design de sutiã "bullet bra" em 1955.
5. A atriz Marilyn Monroe em The Prince and the Showgirl usa um vestido justo com decote em coração de 1957.
6. Cabelo curto, 1958
7. Os vestidos de verão de 1958 são sem mangas com decotes altos e largos "barco", Dresden.
8. Terno e chapéu caixa-de-remédio em moda argentina propagação de 1958.
9. A cantora Anita O'Day se apresentando em 1958 usando um vestido justo.
10. Princesa Alexandra em um vestido estilo princesa Ballgown, 1959.
11. Foto de jornal das concorrentes da "Miss Beatnik" em Venice, Califórnia, 1959.
12. Mulheres usando maiôs nas férias na Hungria em 1960.
13. Vestido de verão na Hungria 1960.

## Roupa masculina

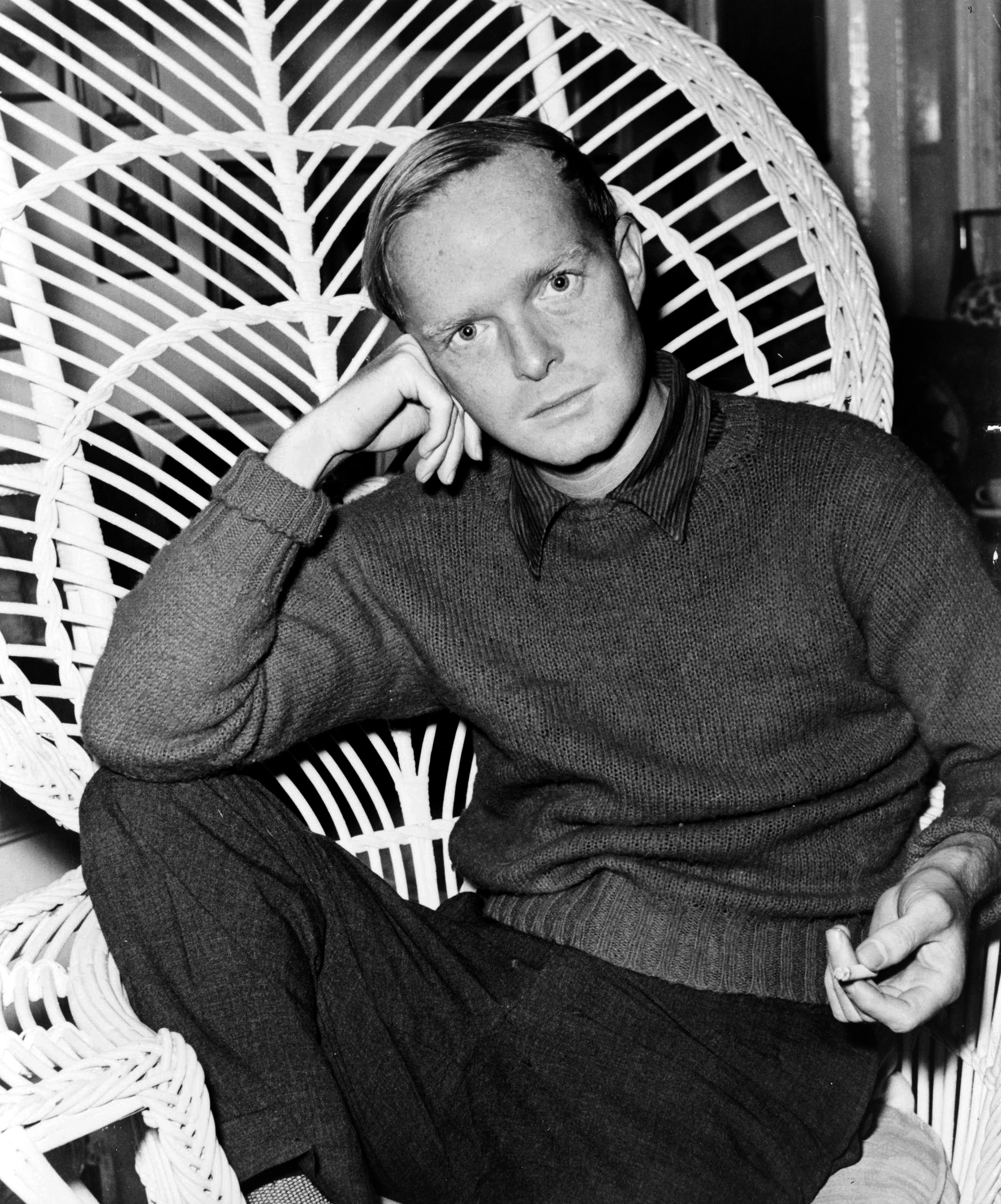
O escritor Truman Capote usa um pulôver, camisa casual e calças com bainhas, 1959.

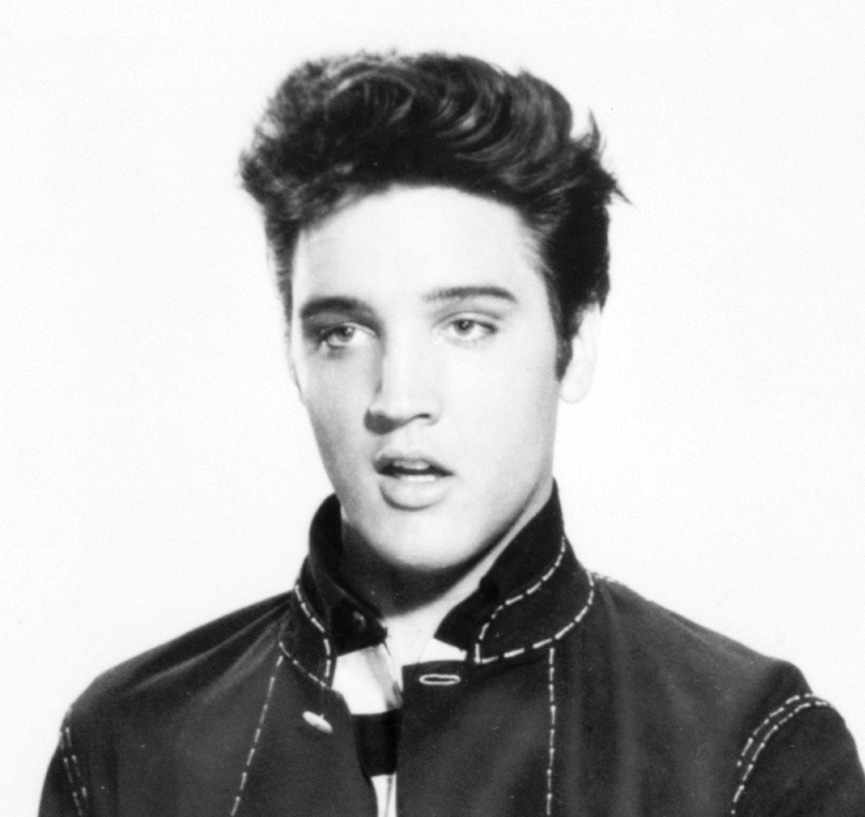
O visual de Elvis Presley - especialmente seu penteado pompadour - foi muito influente em meados da década de 1950. Jailhouse Rock, 1957.

### Suits
Imediatamente após a guerra, os ternos masculinos eram de ombros largos e geralmente trespassados. À medida que as restrições do tempo de guerra ao tecido diminuíram, as calças ficaram mais cheias e geralmente eram estilizadas com punhos (dobras). Na América do Norte, a Esquire introduziu o "Look Bold", com ombros largos, lapelas largas e ênfase em acessórios coordenados e ousados. Na Grã-Bretanha, o racionamento de roupas permaneceu em vigor até 1949. Os soldados desmobilizados recebiam um terno do governo, geralmente com listras azuis ou cinza. Savile Row, a casa tradicional da alfaiataria sob medida ou sob encomenda, foi fortemente danificada na Blitz e demorou para se recuperar.  Em 1950,a Harper's Bazaar proclamou o "Retorno do Beau". Savile Row apresentou o "New Edwardian Look", com uma jaqueta levemente larga, ombros naturais e um corte geral mais estreito, usado com um chapéu-coco de abas encaracoladas e um sobretudo longo e fino com gola e punhos de veludo. Este foi o estilo comandado pelos Teddy boys, que adicionaram meias brilhantes e uma gravata de cadarço, alcançando uma "combinação estonteante de dândi eduardiano e gangster americano."  Os alfaiates horrorizados de Savile Row abandonaram os toques abertamente eduardianos, mas o estilo dos ternos de negócios continuou a se afastar do corte de drapeado inglês largo, e ternos de duas peças de uma só peça com linhas mais estreitas e menos acolchoamento nos ombros tornou-se moda em todos os lugares. Cinza carvão escuro era a cor usual, e a era do terno de flanela cinza nasceu. No final da década de 1950, um novo estilo continental de terno apareceu nas casas de moda da Itália, com ombros mais nítidos, tecidos mais leves, jaquetas mais curtas e justas e lapelas mais estreitas.

### Roupas esportivas e de lazer
Os casacos esportivos geralmente seguiam as linhas dos paletós. As mantas de xadrez estavam na moda no início dos anos 1950 e, mais tarde, mantas e xadrezes de todos os tipos foram usados, assim como jaquetas de veludo cotelê com botões de couro e casacos de carro. As jaquetas 49er, originalmente usadas por caçadores, mineiros e lenhadores, eram um casaco popular para o clima frio na América e no Canadá, e mais tarde seriam adotadas pela subcultura surfista adolescente. Na Costa Oeste, muitos homens, incluindo Howard Hughes e Ricky de I Love Lucy, preferiu jaquetas Hollywood de gabardine de duas cores com cintos e detalhes inspirados no Velho Oeste, geralmente em preto, branco, creme, bege, bordô, azul da força aérea, verde hortelã, azul celeste, marrom chocolate, rosa escuro ou tecido de tweed cinza. Calças caqui, chamadas chinos, eram usadas para ocasiões casuais. As bermudas, muitas vezes em xadrez madras, apareceram em meados da década e eram usadas com meias até os joelhos. As camisas havaianas, usadas para fora da calça, também se tornaram muito populares durante essa época. Esta moda de verão da camisa havaiana ou carioca tornou-se particularmente popular na América, com até mesmo o presidente Truman sendo fotografado vestindo uma camisa da flora marinha.  Camisas de malha e suéteres de vários tipos eram populares durante todo o período. Alguns rapazes usavam calças justas ou jeans, jaquetas de couro e camisetas brancas.

### Chapéus e penteados
A moda masculina dos cabelos favoreceu o aspecto molhado, conseguido com o uso de produtos como o Brylcreem. Os rapazes muitas vezes deixavam os cabelos crescer e, com pomadas ou outros tratamentos capilares, penteavam seus cabelos em pompadours.

### Acessórios
Os óculos Browline eram comumente usados por homens durante os anos 1950 e início dos anos 1960.

### Galeria de estilo 1945–1949

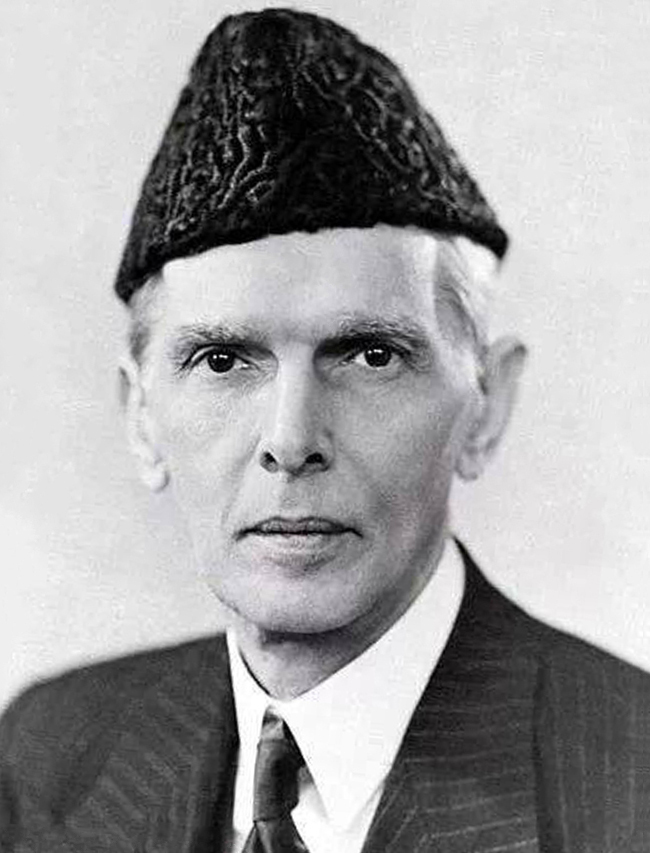
Líder paquistanês Muhammad Ali Jinnah vestindo terno trespassado e boné de Astrakhan, 1945.
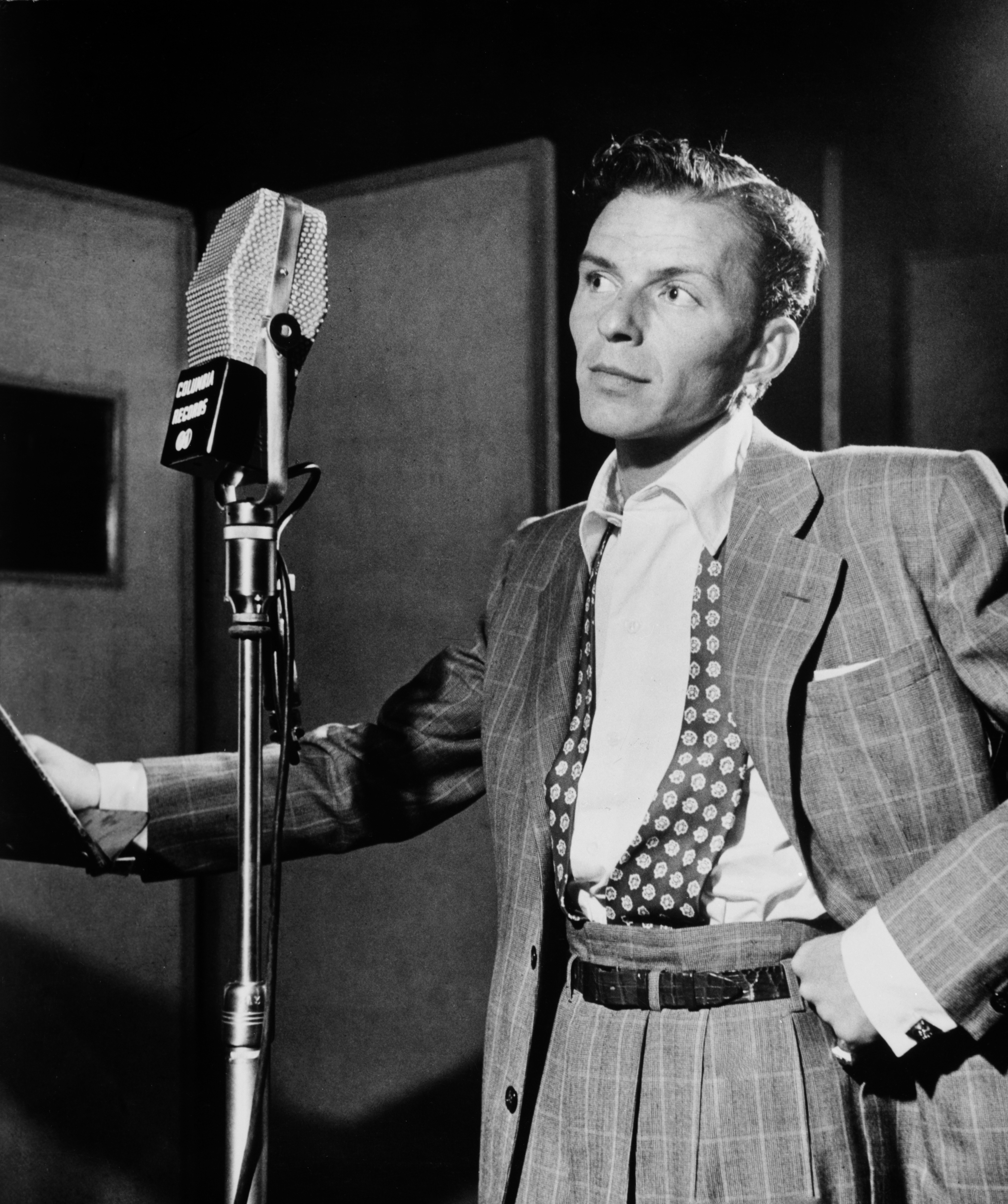
Frank Sinatra vestindo as calças plissadas da moda em 1947.
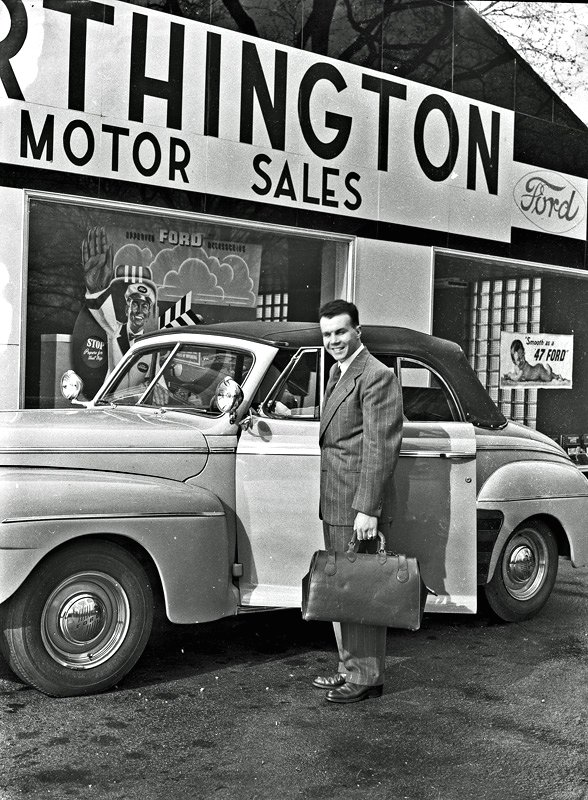
Recebendo um carro novo, 1947.
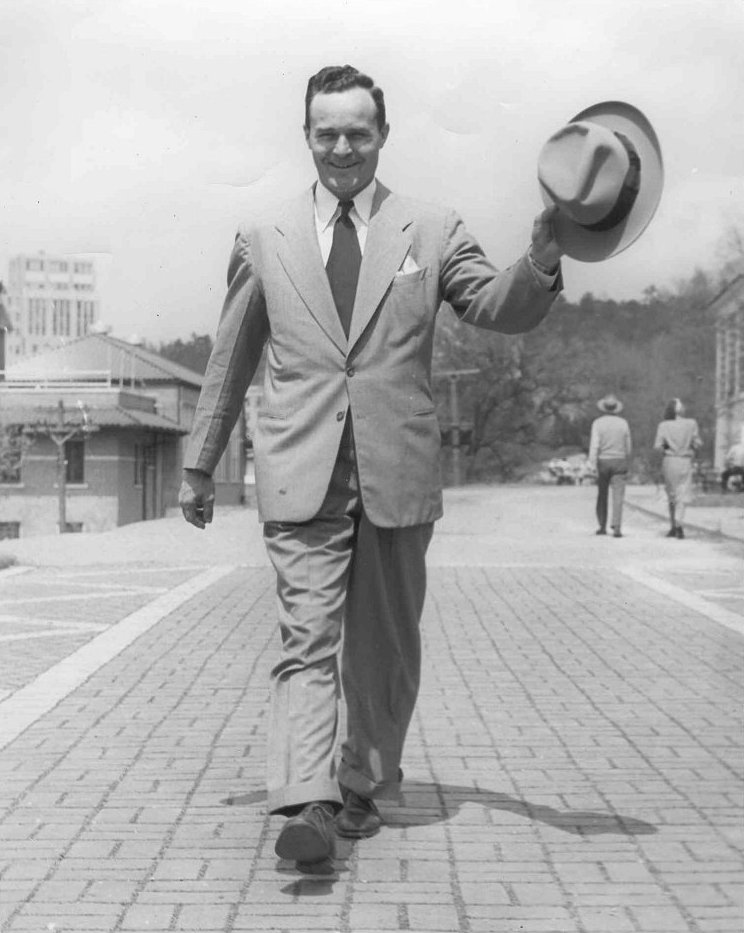
Terno de verão trespassado com calças com punhos e chapéu a condizer, Hot Springs National Park, 1948.
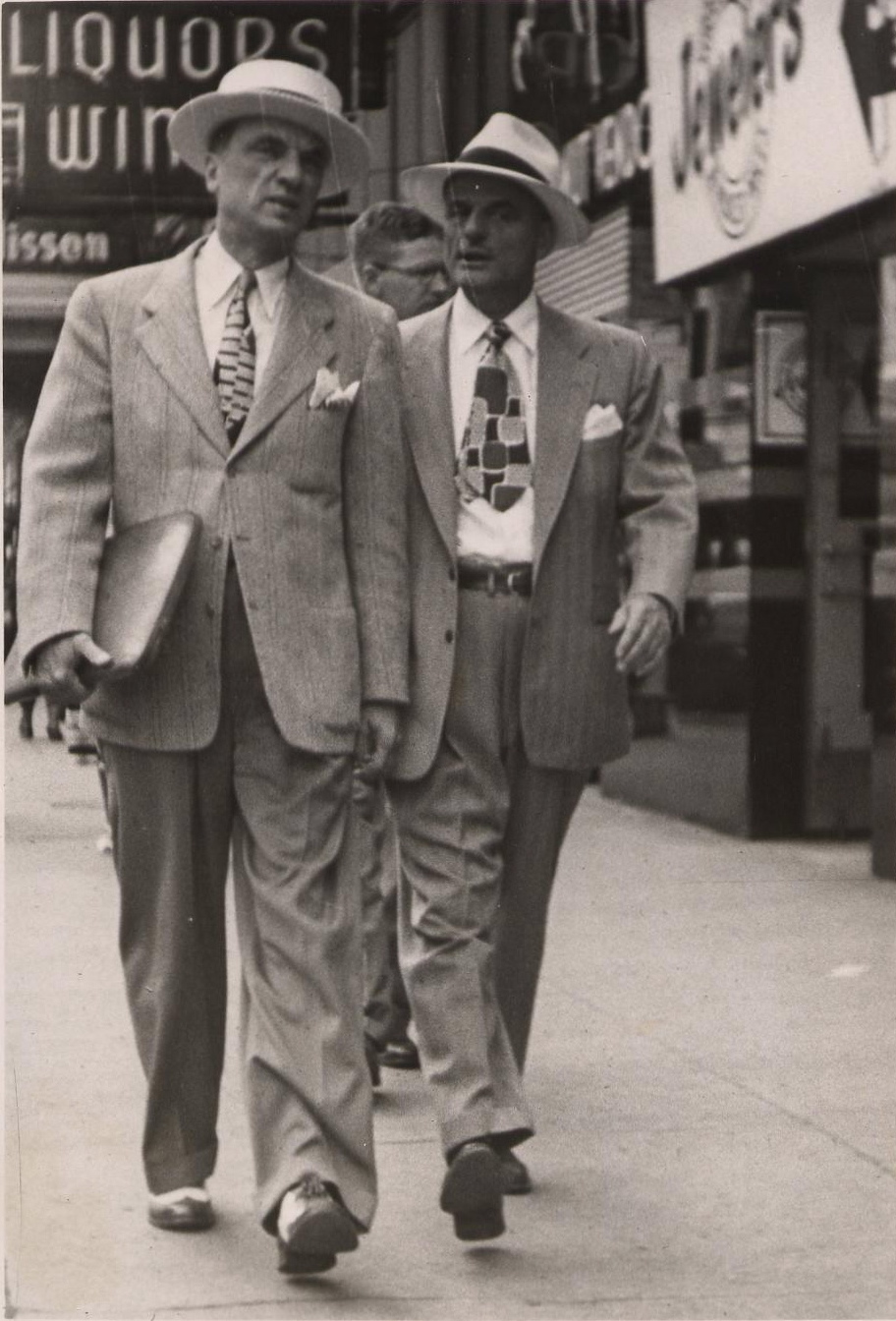
Insurance salesmen wear suits, hats, and patterned ties, Minneapolis, 1949.
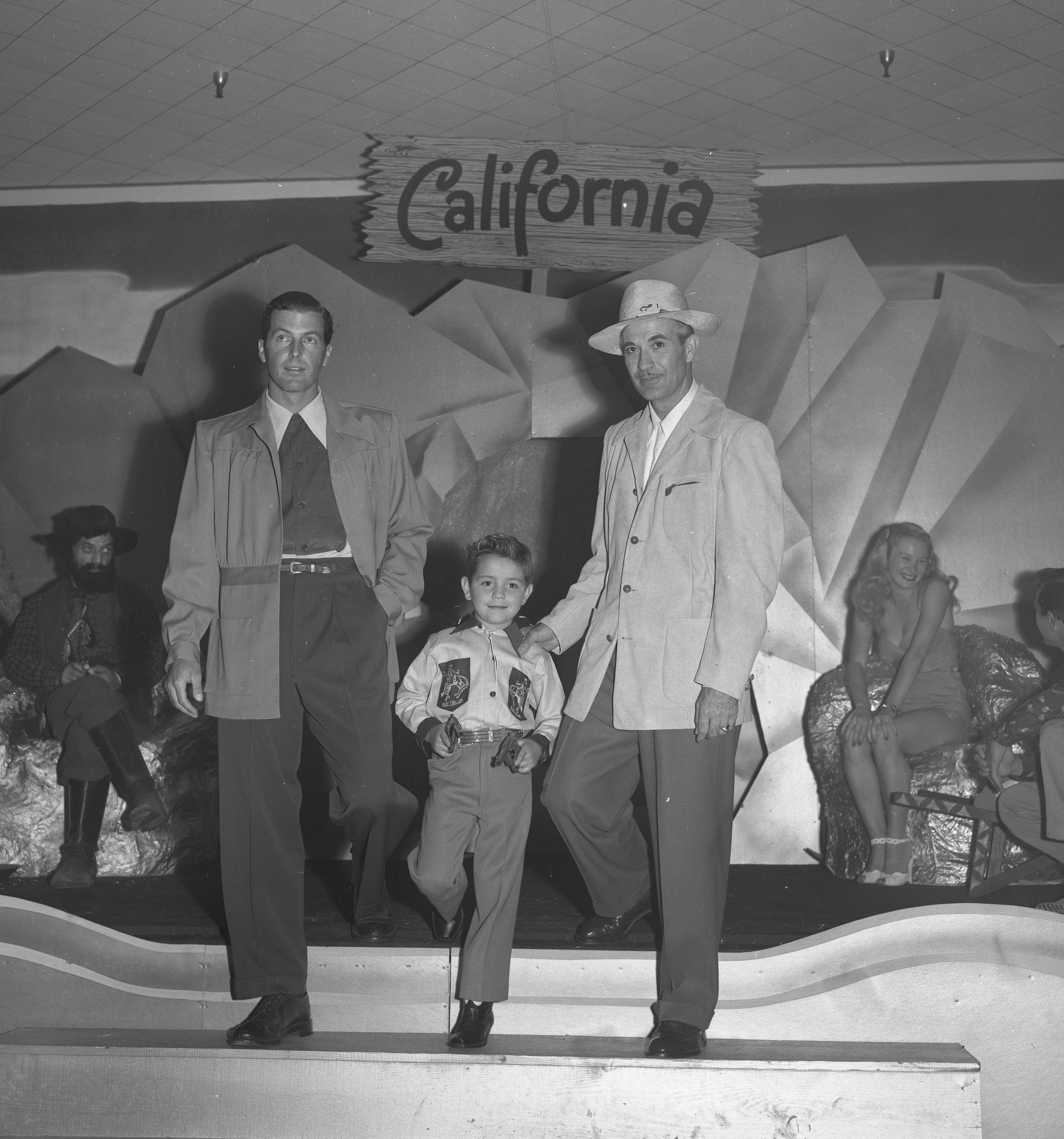
Insurance salesmen wear suits, hats, and patterned ties, Minneapolis, 1949.
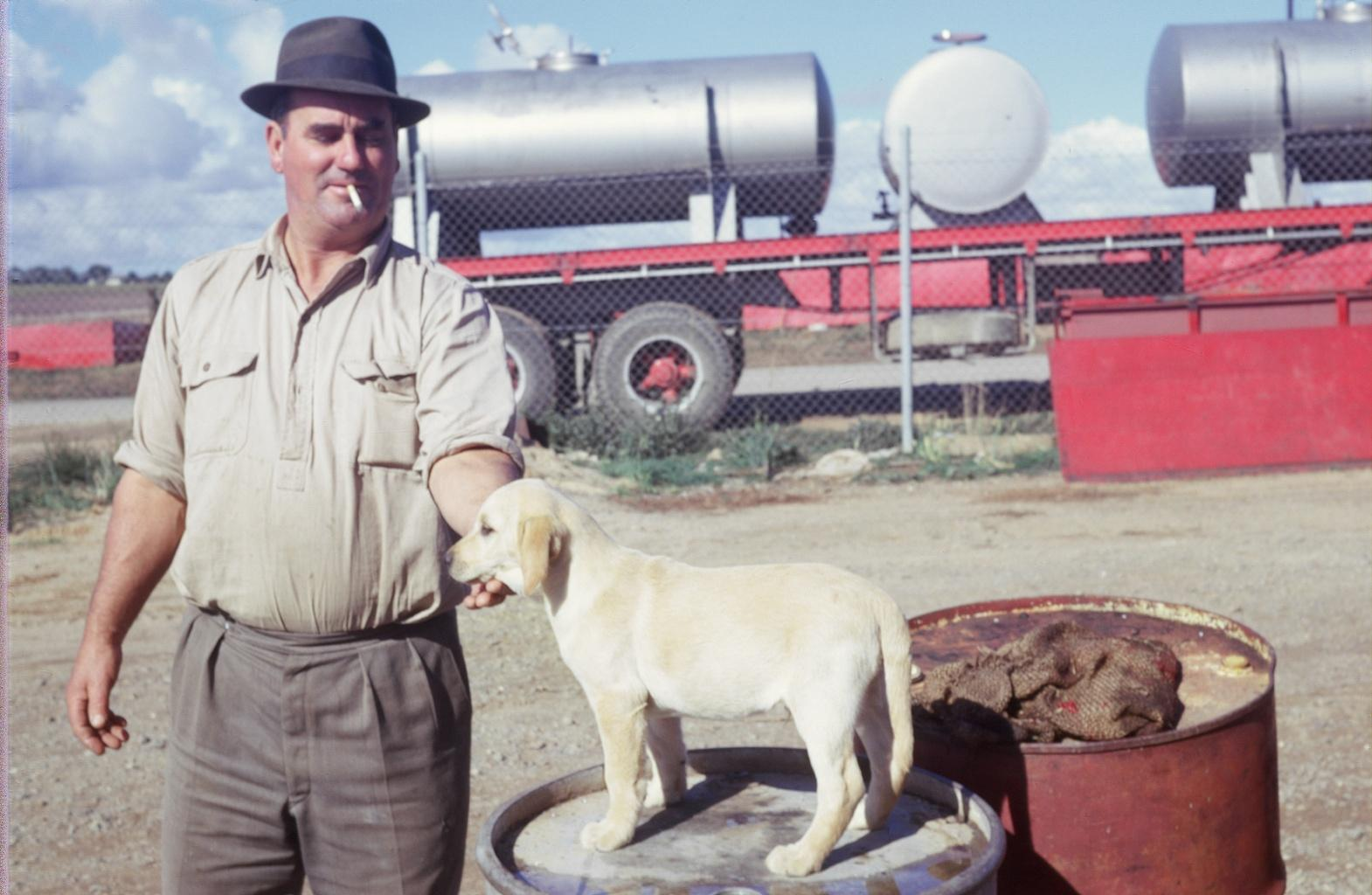
Caminhoneiro australiana Lindsay Booth, início dos anos 1950.

### Galeria de estilo 1950–1960

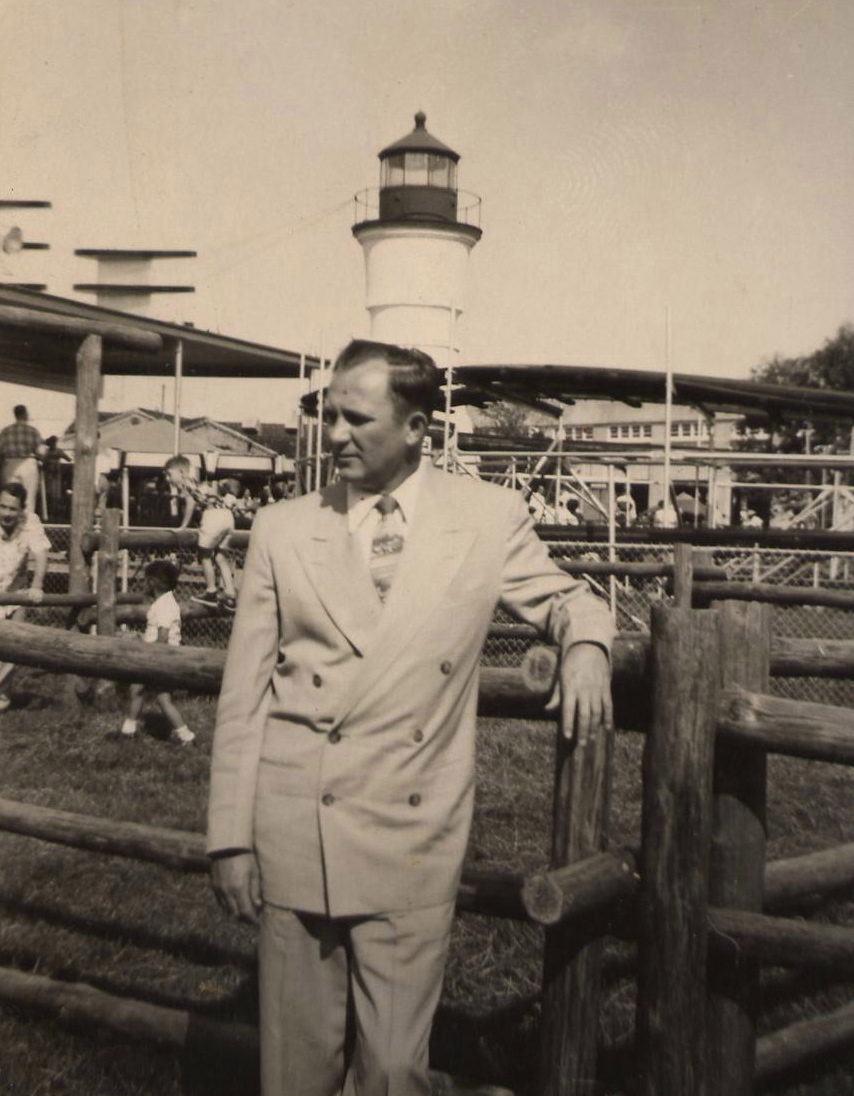
Terno trespassado, Nova Orleans, início dos anos 1950
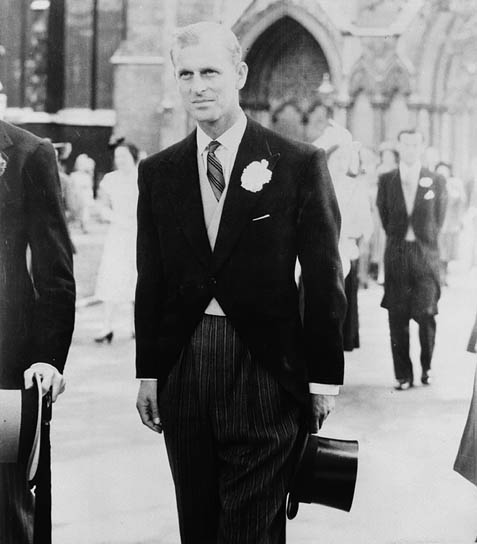
A roupa formal permaneceu essencialmente inalterada em relação aos períodos anteriores, mas foi usada com menos frequência.  O Duque de Edimburgo em formal roupa formal de manhã, 1951
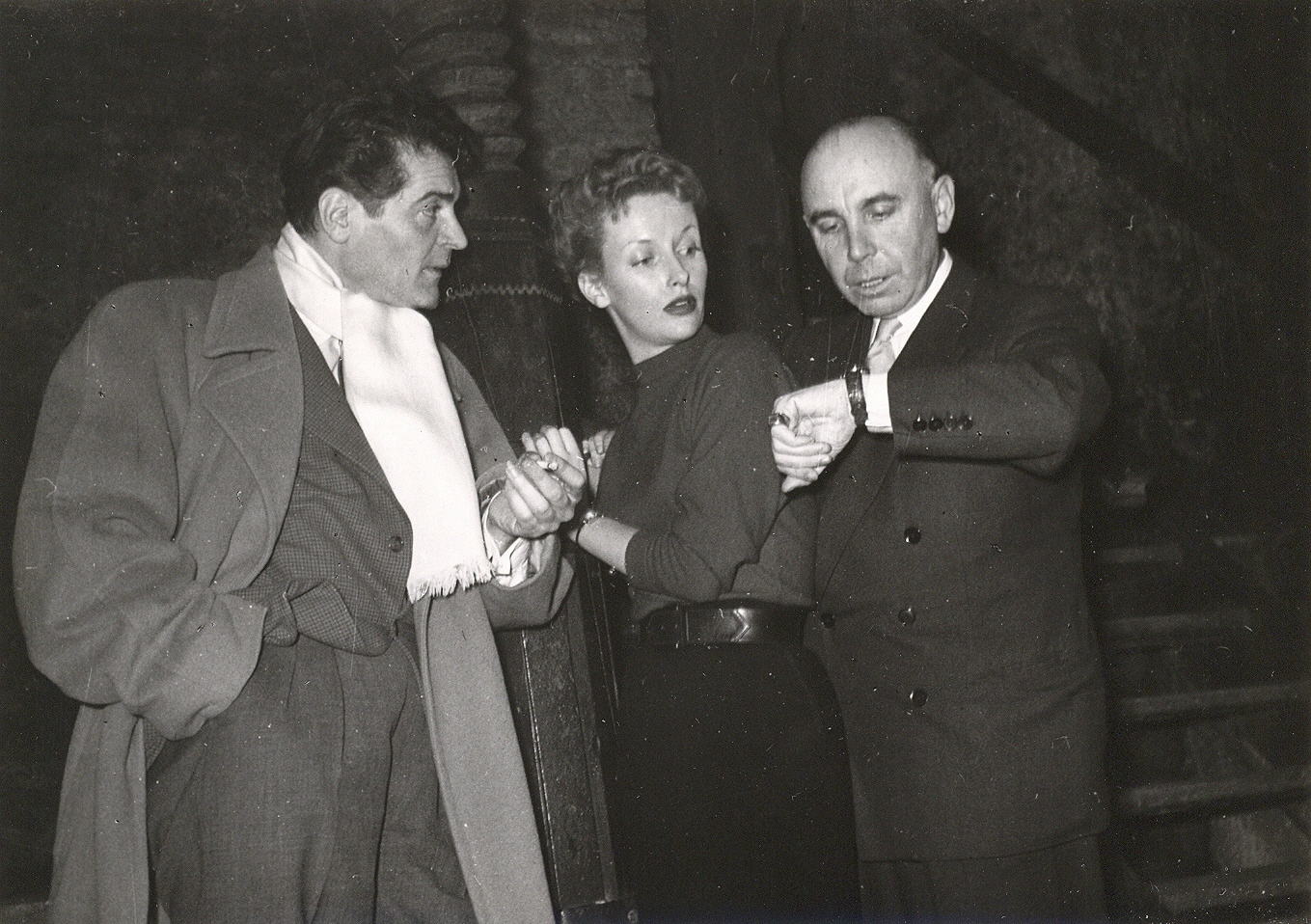
Emil-Edwin Reinert, Joan Camden e Francis Lederer em uma produção de 'Stolen Identity, Viena, 1952. Lederer (à esquerda) usa um sobretudo de ombros largos e lenço
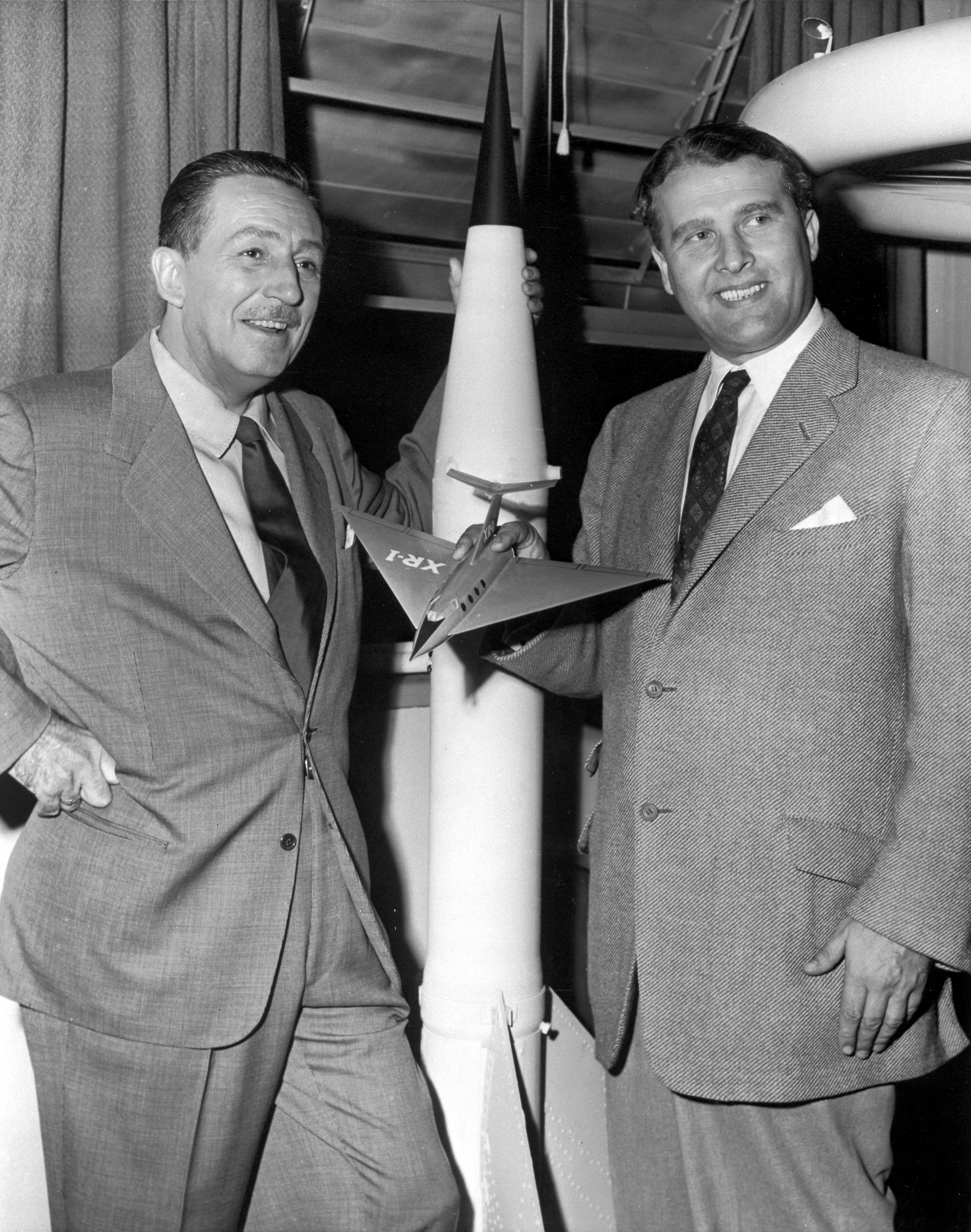
Walt Disney e Wernher von Braun em ternos abotoados de duas peças, 1954.
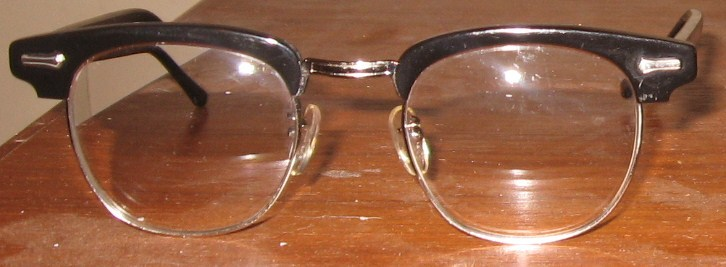
Óculos para homens.
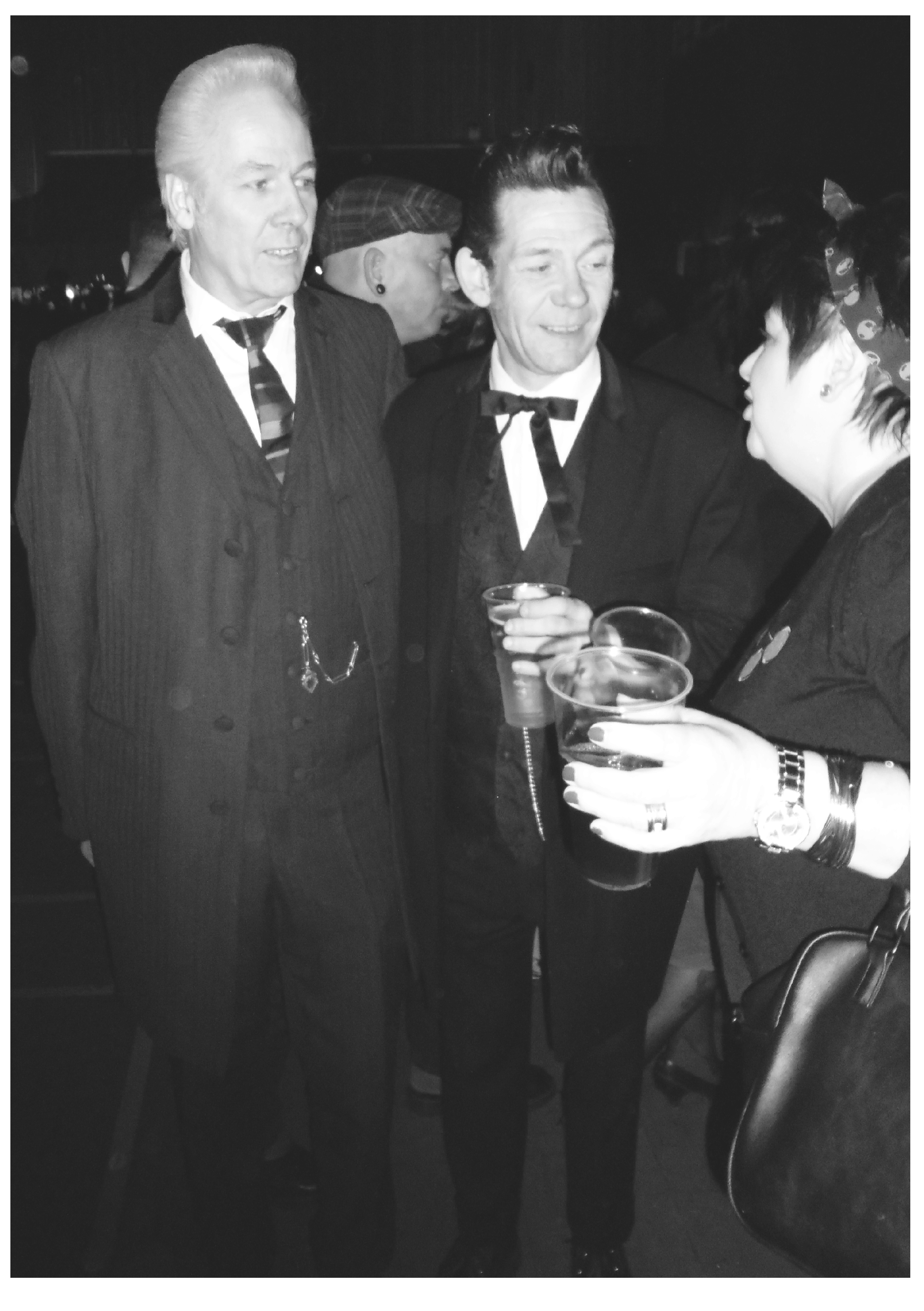
Teddy Boys britânico
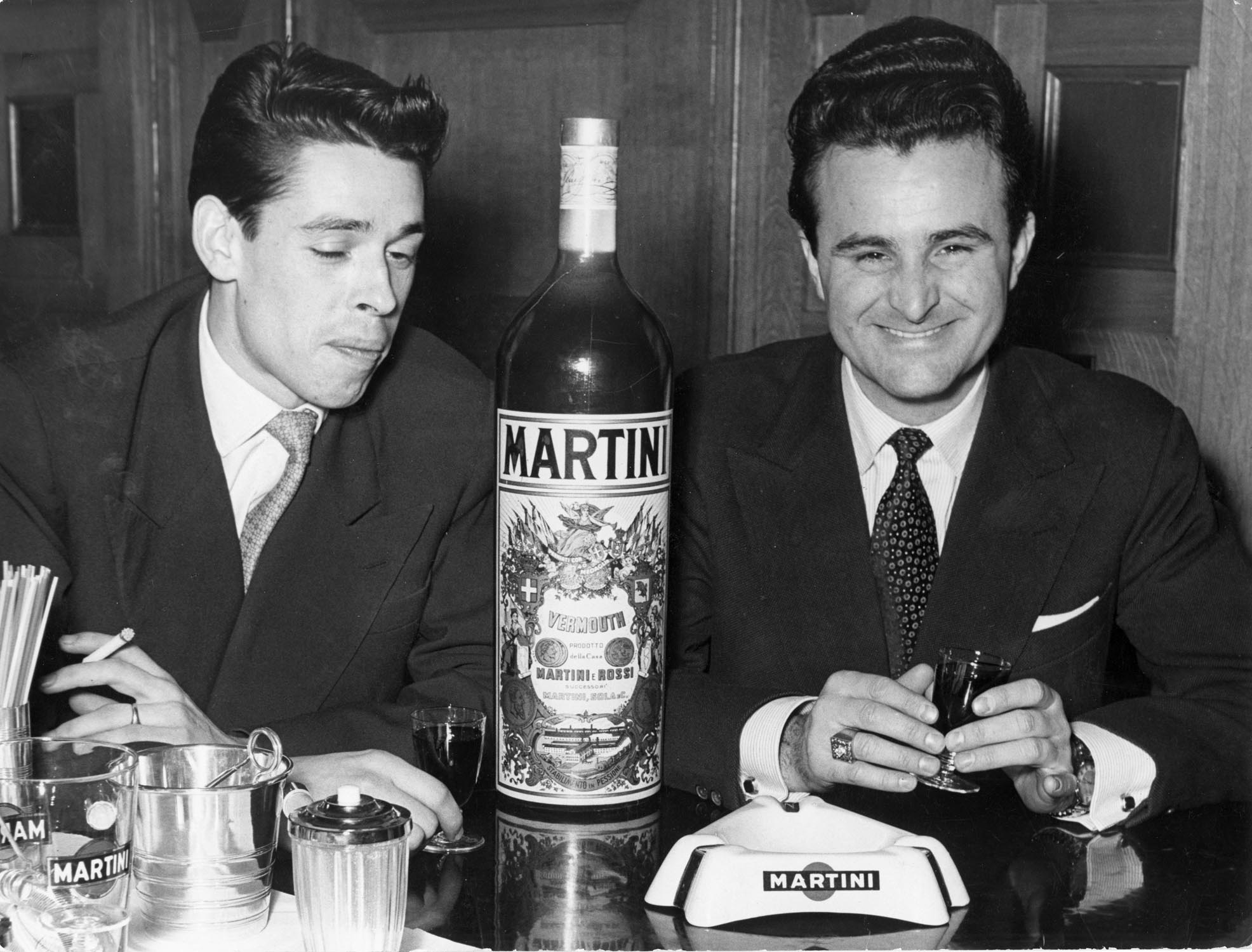
Cantores belgas Jacques Brel e Bobbejaan Schoepen usam penteados pompadour modificados, ternos com lapelas pontiagudas e gravatas estampadas, 1955.
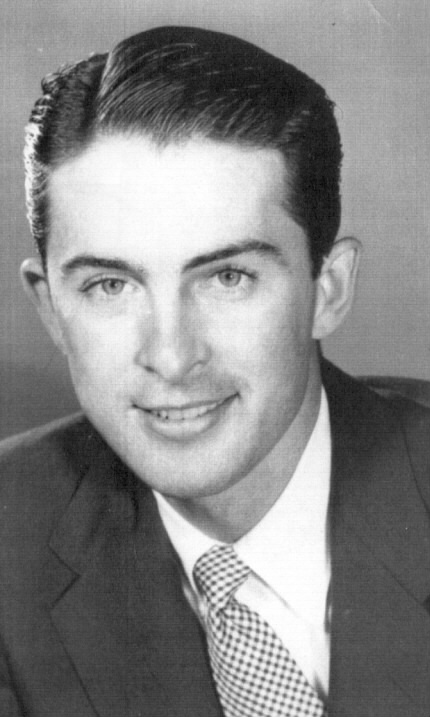
Actor Chet Allen usa o cabelo "wet look" repartido lateralmente, 1957.
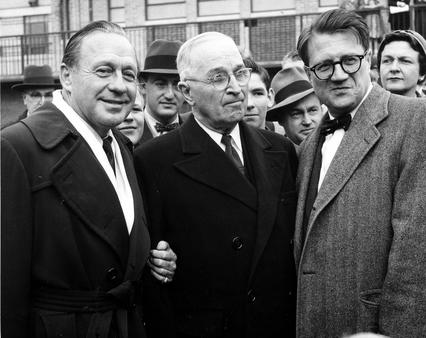
Jack Benny, ex-presidente dos Estados Unidos Harry Truman e Hans Schweiger em sobretudos, 1958.
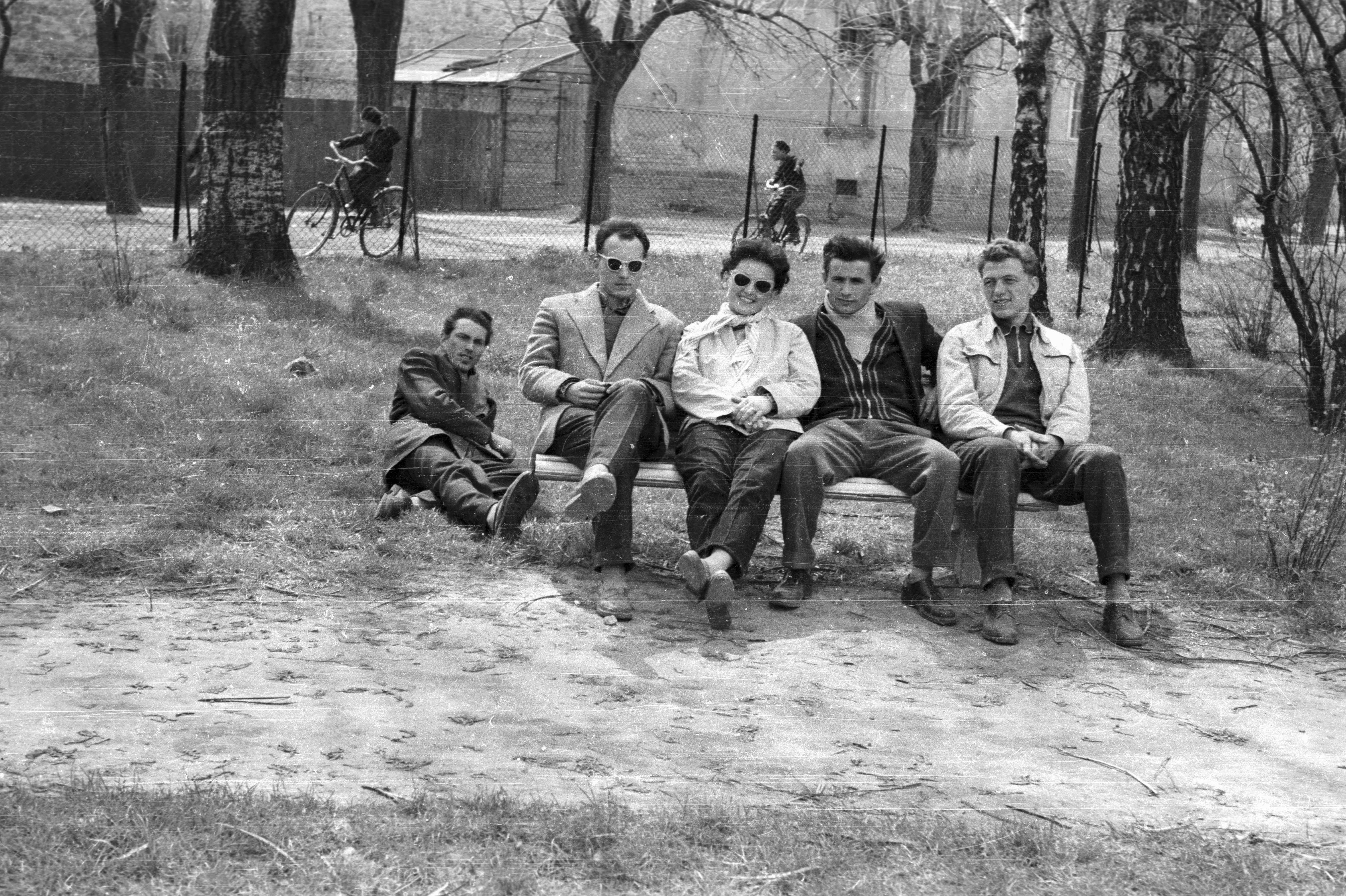
Jovem homem húngaro, final da década de 1950
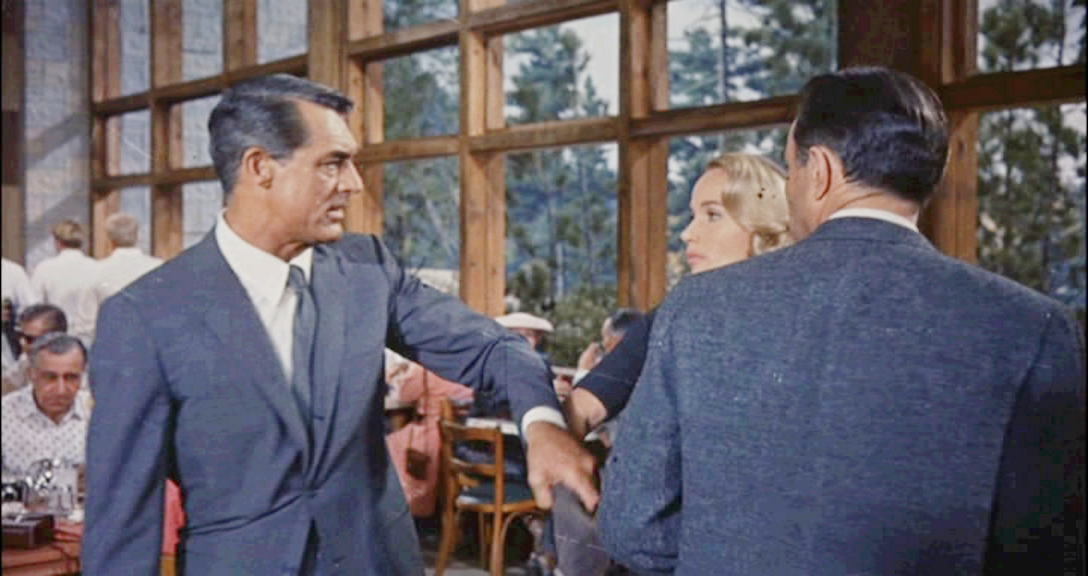
Ternos estilo "Continental" de 1959: Cary Grant em Intriga Internacional.
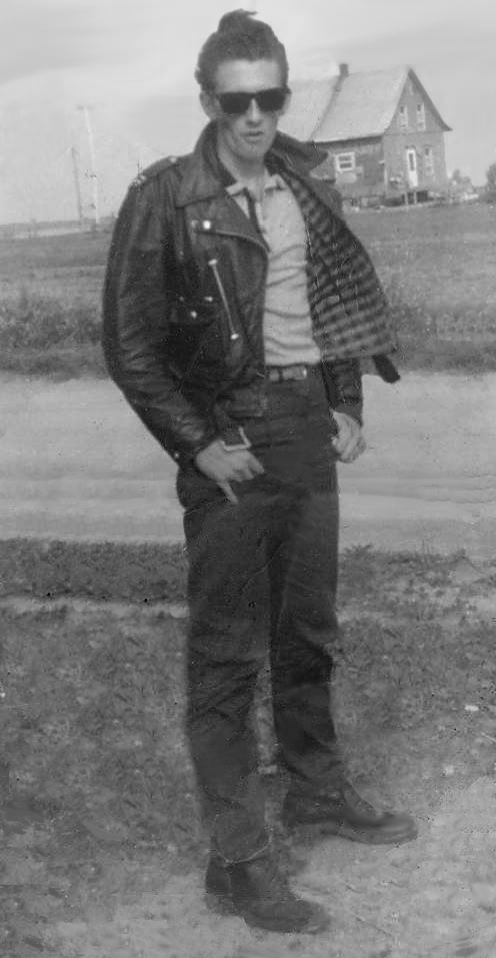
Greaser vestindo Schott Perfecto e jeans Levi Strauss, 1960

## Moda jovem

### Hepcats

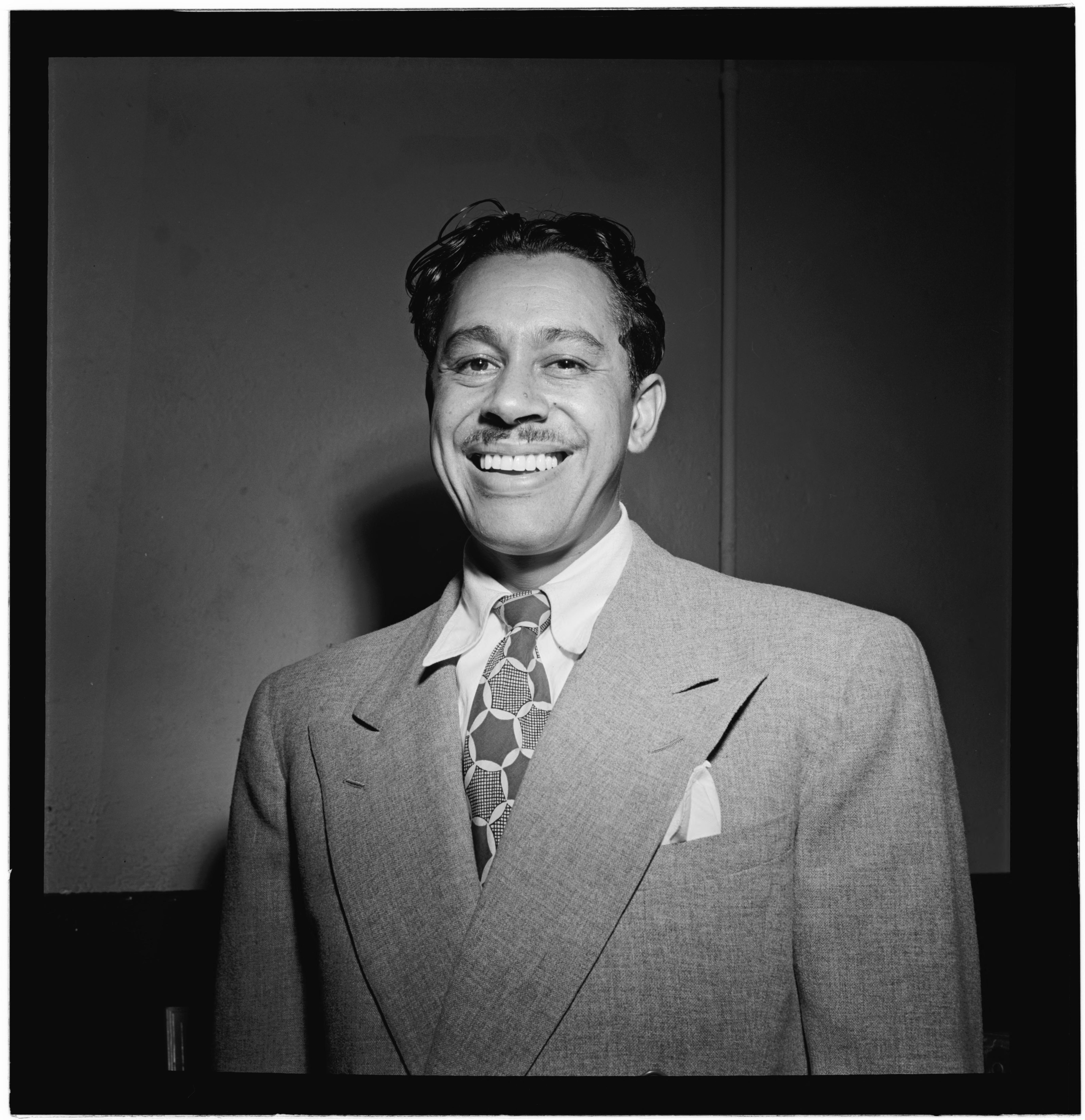
Cab Calloway vestindo terno zoot, 1946.

- Durante e após a guerra, ternos zoot de grandes dimensões foram usados por adolescentes rebeldes, gatos hepáticos e membros de gangues, especialmente afro-americanos, ítalo-americanos, Cholos a.k.a. pachucos e chicanos.[57] Os paletós eram longos e trespassados, as calças de cintura alta e muito largas. O visual foi completado com uma grande corrente de bolso, sapatos pretos e brancos, um chapéu de feltro de aba larga e uma gravata de seda colorida brilhante.[58]

### Greasers

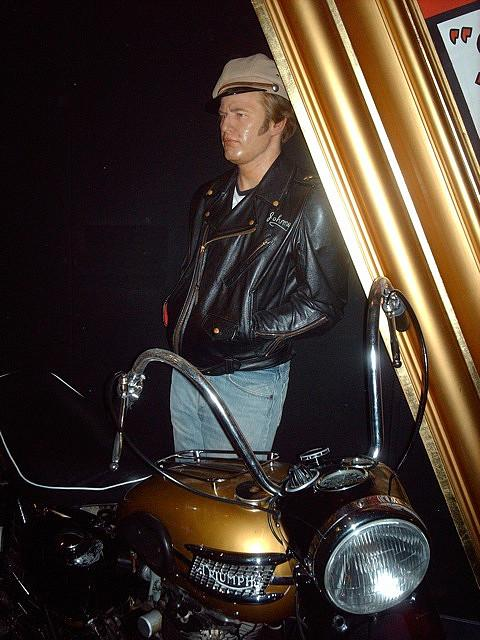
O traje de Marlon Brando em, 1953.

- Do final dos anos 1940 até meados dos anos 1960, muitos adolescentes irlandeses-americanos e ítalo-americanos estavam envolvidos com hot rodding, carros customizados e bicicletas chopper. Greasers americanos, japoneses Bosozoku, Swedish Raggare e Aussie Bodgies basearam seu visual nas roupas usadas por mecânicos e pilotos de caça, incluindo uma jaqueta de couro Schott Perfecto preta, jaqueta jeans azul ou jaqueta de trabalho de lona, camiseta preta ou branca, manga curta de botão camisas com as mangas arregaçadas várias vezes, às vezes tendo uma flanela ou outros tipos de padrões, e Levi's 501 azuis geralmente usados com um punho grande ou pequeno na bainha, junto com botas Engineer, Converse All Stars, mocassins ou outros tipos de sapatos sociais e botas de cowboy.[59][60] O equivalente britânico, conhecido como Ton-up Boys, vestia-se de forma semelhante, mas andava de motos leves Triumph e BSA no café.[61] Algumas garotas usavam jeans e jaquetas de couro como os homens, mas a maioria usava trajes universitários mais típicos, como saias poodle, anáguas, suéteres cardigan e sapatos de sela com meias de gala.

### Teds
- Durante o início dos anos 1950, a própria subcultura de rockabilly da Grã-Bretanha se apropriou da moda revivalista eduardiana na época devido à sua semelhança com as roupas usadas pelos jogadores do Velho Oeste e os ternos zoot vistos em filmes de gângster.[62] Uma roupa típica de Teddy Boy incluía uma jaqueta de cortina vermelha ou azul celeste com gola de veludo xale, calças de cano de esgoto, colete de brocado, gravata de bolo e cintilantes ou trepadeiras de bordel.[63] As Teddy Girls, conhecidas como Judies, costumavam usar saias circulares longas, calças capri, alpercatas, broches de camafeu e chapéus de cule.[64]

### Ivy League
- Do início a meados da década de 1950 também testemunhou o início da aparência da Ivy League entre jovens ricos do ensino médio e estudantes universitários no leste dos Estados Unidos.[65] Devido ao GI Bill, mais homens puderam ir para a faculdade e aspiraram a imitar tanto o guarda-roupa quanto as atividades atléticas dos antigos alunos da classe alta. Os penteados típicos incluíam o corte militar, clipe de Harvard e corte de cabelo normal,[66] e acessórios comuns incluíam suéteres cardigan, coletes de suéter, vermelhos Nantucket, calças cáqui chino, camisas Oxford brancas,[67] Gravatas Tootal ou Brooks Brothers, gravatas Ascot, tartan, paletó de tweed cinza ou paletó esporte de flanela,[68] e blazers seersucker no sul.[69] Conhecida como Squares, Socs e Jocks, esta subcultura passou por um renascimento na década de 1980 como o visual preppy.[70]

### Beatniks

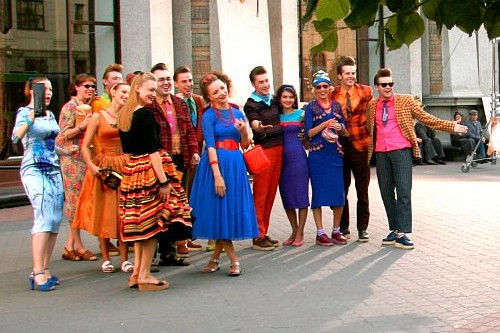
Atores modernos vestidos como Beatniks ou Stilyagi russos dos anos 1950

- Do início a meados dos anos 1950, o precursor dos hippies dos anos 1960 surgiu em Nova York. Suéteres pretos com gola redonda, sandálias, óculos de sol, camisas listradas, óculos de aro de chifre e boinas eram populares entre os Beatniks de ambos os sexos, e os homens costumavam usar barbas.[71] O equivalente russo do Beatnik, conhecido como Stilyagi (caçadores de estilo), usava sapatos de sola grossa, meias de cores vivas e roupas exageradas de estilo americano, imitando atores de filmes ocidentais e músicos de jazz modernos.[72]

## Roupa de criânça

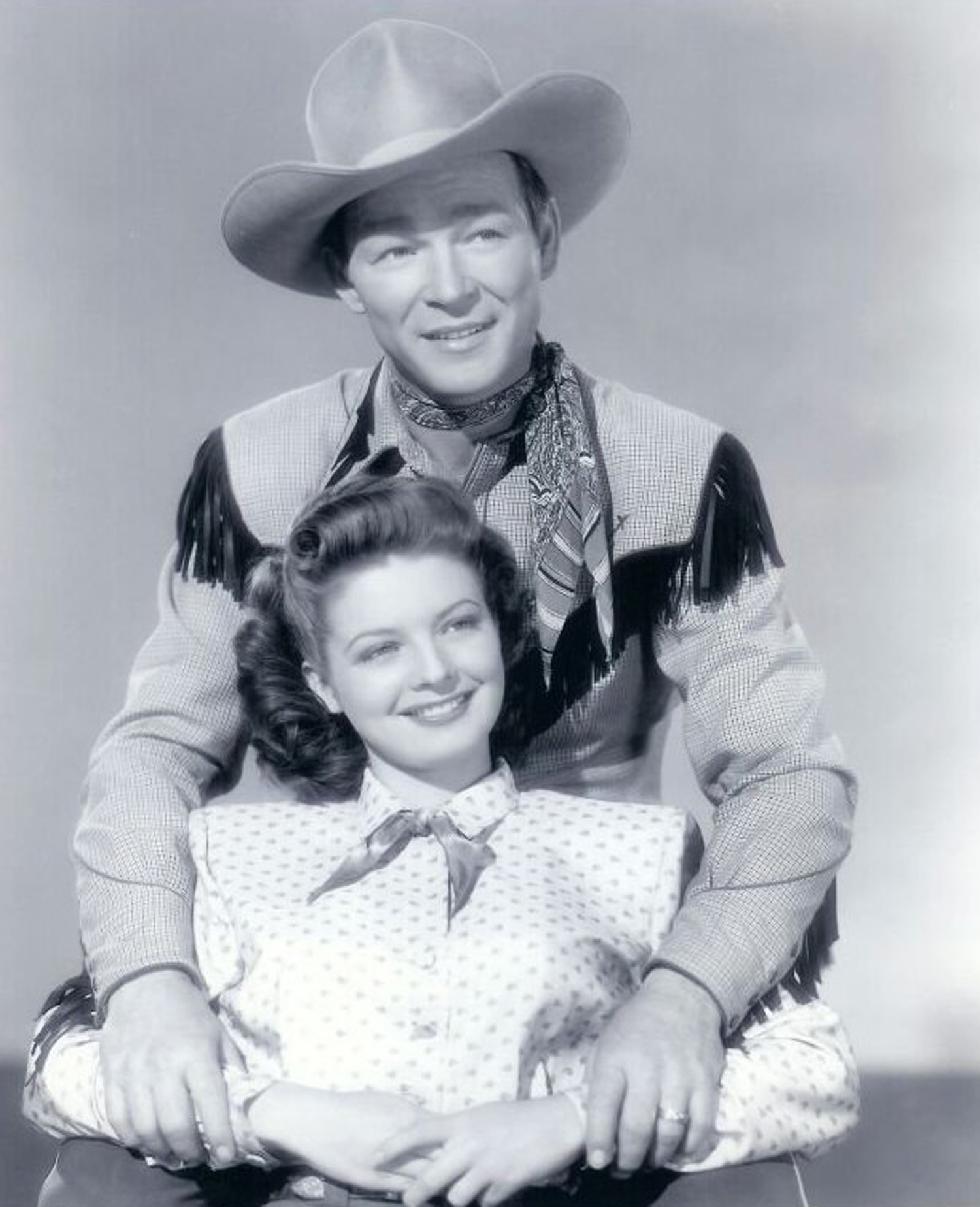
Roy Rogers foi um modelo e um criador de tendências para muitos meninos que cresceram na década de 1950

- Devido ao baby boom, havia uma grande demanda por roupas infantis. As roupas infantis começaram a ser feitas com uma qualidade superior, e algumas até adotaram tendências populares entre os adolescentes; muitos meninos começaram a usar jeans para a escola primária. Os vestidos de muitas meninas e mulheres jovens foram estilizados de acordo com os das mulheres mais velhas.
- Originalmente roupas de trabalho cotidianas no sudoeste dos Estados Unidos, roupas de faroeste compostas por jeans, Stetson e camisa xadrez foram usadas por muitos meninos durante os anos 1950, imitando cowboys cantores como Gene Autry e Roy Rogers. A mania de bonés de pele de guaxinim e camisas com franjas coincidiu com o lançamento de Davy Crockett pela Disney em meados dos anos 1950.[73]

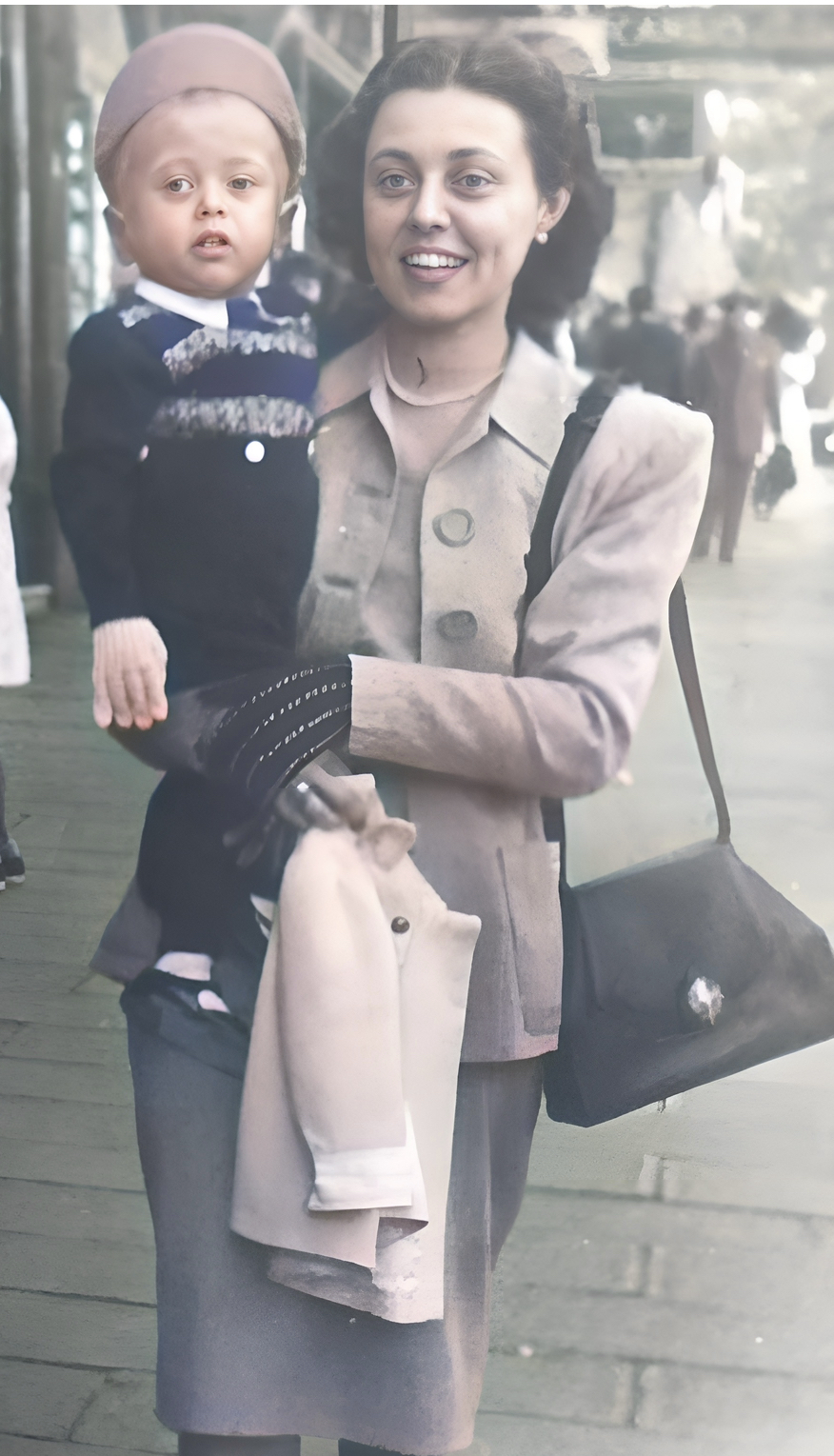
Senhora Laura Dornelles Gonçalves, com seu filho, de xadrez, jeans e boné. Na moda pós guerra em 1945

Vestido infantil, 1947.
Menina alemã usando vestido, 1953.
Família india, 1950.
Formatura do colégio incluindo um rapaz (centro) vestindo um terno estilo Teddy Boy com gravata de bota, 1956.
Boné coonskin.
Saia caniche.